# 大和 (戦艦)
大和（やまと）は、大日本帝国海軍が建造した大和型戦艦の1番艦。2番艦の武蔵と共に、史上最大の46センチ砲を搭載した超弩級戦艦である。世界最大の戦艦だった。呉海軍工廠で建造。昭和16年（1941年）12月16日就役、昭和20年（1945年）4月7日、天一号作戦（坊ノ岬沖海戦）で沈没。

## 概要
大和型戦艦の1番艦である(二番艦は武蔵)。大和の艦名は奈良県の旧国名の大和国に由来する。艦名は、明治・大正時代の海防艦/特務艦大和に続いて二代目。
大和は戦艦として史上最大の排水量に史上最大の46cm主砲3基9門を備え、防御面でも、指揮系統の集中する重要区画（バイタルパート）では対46cm砲防御を施した戦艦であった。設計はもちろん、ブロック工法の採用など施工においても当時の日本の最高の技術が駆使された。しかし、その存在、特に46cm主砲の搭載が最高軍事機密であったので、建設時から秘匿に力が注がれ、また完成が数日差ながらすでに戦時中になっていたこと、さらに敗戦前後に設計図含め多くの記録が焼却処分されたために、その姿をとらえた現存写真は非常に少ない。
太平洋戦争（大東亜戦争）開戦直後の1941年（昭和16年）12月16日に就役、最後の公試運転は真珠湾攻撃が行われた同年12月8日。1942年（昭和17年）2月12日に連合艦隊旗艦となった（司令長官山本五十六大将）。6月上旬のミッドウェー作戦が初陣となった。1943年（昭和18年）2月、司令部設備に改良が施された同型艦の武蔵がトラック島に進出し、同艦に連合艦隊旗艦任務を移譲。同年末、大和は輸送作戦中にアメリカ潜水艦の雷撃により僅かな被害を受けた。
修理・改装後、1944年（昭和19年）6月の渾作戦、マリアナ沖海戦に参加した。同年10月中旬以降の捷一号作戦で、アメリカ軍の護衛空母部隊（タフィー3）に対し46cm主砲砲撃を実施した（レイテ沖海戦）。1945年（昭和20年）4月7日、天一号作戦において第二艦隊（第一航空戦隊）旗艦として麾下の第二水雷戦隊と共に沖縄方面へ出撃したがアメリカ軍の空母機による空襲を受け撃沈された（坊ノ岬沖海戦）。

## 沿革・艦歴

### 建造
ロンドン海軍軍縮条約の失効から1年後の1937年（昭和12年）、失効後にアメリカ・イギリス海軍が建造するであろう新型戦艦に対抗しうる艦船を帝国海軍でも建造することが急務とみた軍令部は、艦政本部に対し主砲として18インチ砲（46センチ砲）を装備した超大型戦艦の建造要求を出した。この要求を満たすべく設計されたのが「A140-F6」、すなわち後の大和型戦艦である。「A140-F6」型は2隻の建造が計画され、それぞれ「第一号艦」「第二号艦」と仮称された。しかし当時すでに航空主兵論が提唱され始めていたこともあり、山本五十六ら航空主兵論の将校からはそうした大型艦の建造が批判されていた。
1937年（昭和12年）8月21日、米内光政海軍大臣から第一号艦製造訓令「官房機密第3301号」が出ると、5年後の1942年（昭和17年）6月15日を完成期日としてここに第一号艦の建造が始動した。同年11月4日には広島県呉市の呉海軍工廠の造船船渠で起工。長門型戦艦1番艦長門や天城型巡洋戦艦2番艦赤城（空母）を建造した乾ドックは大和建造のために1メートル掘り下げて、長さ314メートル、幅45メートル、深さ11メートルに拡張された。イギリスやアメリカにこの艦を超越する戦艦を作られないように建造は秘密裏に進められ、設計者たちに手交された辞令すらその場で回収される程だった。また艦の性能値も意図的に小さく登録された。

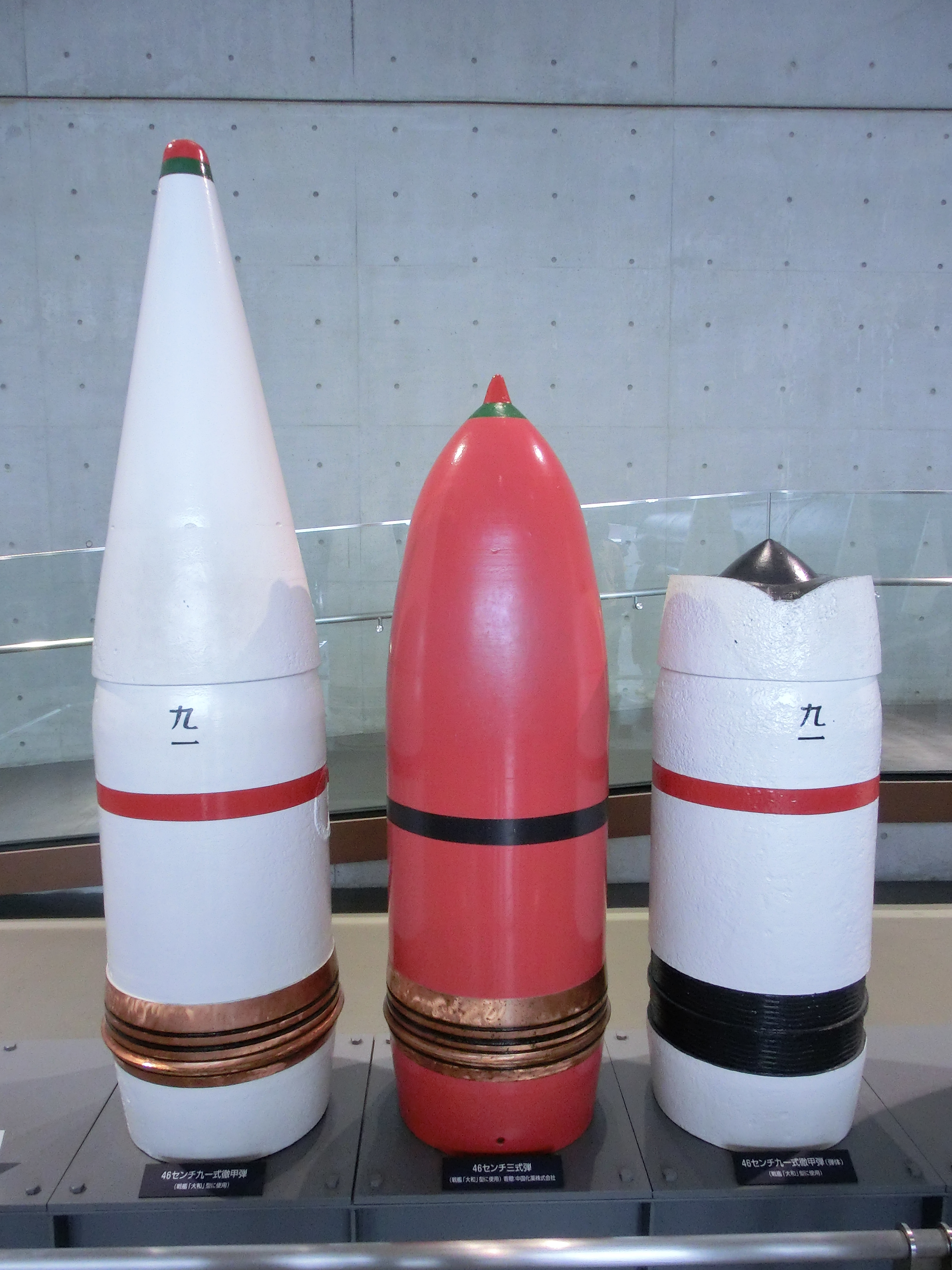
大和ミュージアム展示の戦艦大和の46cm砲弾。

機密保持は厳重を極めた。造船所を見下ろせる所には板塀が設けられ、ドックには艦の長さがわからないよう半分に屋根を架け、棕櫚（しゅろ）の葉を編み込んだ大量の筵が全面に張り巡らされた。建造に携わる者には厳しい身上調査が行われた上、自分の担当以外の部署についての情報は必要最小限しか知ることができないようになっていた。造船所自体が厳しい機密保持のために軍の管制下に置かれた。建造ドックを見下ろす山でも憲兵が警備にあたっていた。しかし海軍関係者の間で巨大戦艦建造の事実そのものは公然の事実だった。海軍兵学校の生徒を乗せた練習機が大和の上空を飛び、教官が生徒達に披露したこともあったという。大和型戦艦建造の際の機密保持については、多くの建艦関係者が行き過ぎがあったことを指摘している。
1940年（昭和15年）3月3日、海軍は③計画1号艦の艦名候補として『大和』と『信濃』を挙げ、3月6日に昭和天皇は『大和』を選択した。軍艦の命名は、海軍大臣が複数の候補を選定して天皇の治定を仰ぐことが定められていた。天皇の決定をうけて吉田善吾海軍大臣は「第一号艦」を大和（やまと）と命名した。なお同日附で③計画の各艦艦名、武蔵（2号艦）、翔鶴（3号艦）、瑞鶴（4号艦）も決定している。
同年8月8日進水。ただし進水といっても武蔵（三菱長崎造船所建造）のように陸の船台から文字通り進水させるのではなく、大和の場合は造船ドックに注水してから曳船によって引き出す形で行われた。しかも機密保持からその進水式は公表されることもなく、高官100名と進水作業員1000名が見守るだけで、世界一の戦艦の進水式としては寂しいものだった。昭和天皇が海軍兵学校の卒業式出席という名目で大和進水式に行幸する予定が組まれ、造船関係者は社殿風の進水台を制作するも、進水式は結局天皇の義兄にあたる久邇宮朝融王海軍大佐（香淳皇后の兄、当時海防艦八雲艦長）臨席のもとで行われた。海軍大臣代理として式に臨んだ嶋田繁太郎海軍中将は、それまで仮称「一号艦」と呼ばれていたこの巨艦のことを初めて、ただし臨席者にも聞き取り難いほどの低い声で、大和と呼んだ。造船関係者は葛城型スループ2隻（大和、武蔵）が既に廃艦になっていることから新型戦艦（本艦）の艦名を大和と予測、橿原神宮と千代田城二重橋を描いた有田焼の風鈴を500個制作、関係者のみに配布した。
8月11日、帰京した朝融王は天皇に大和進水式について報告した。
大和進水後のドックでは大和型4番艦111号艦の建造がはじまったが、大和の艤装工事に労力を割いたため111号艦の進捗は遅れた。一方の大和は前述のように1942年6月の竣工を目指して艤装工事を続けたが、日本海軍は本艦の完成時期繰り上げを命令。

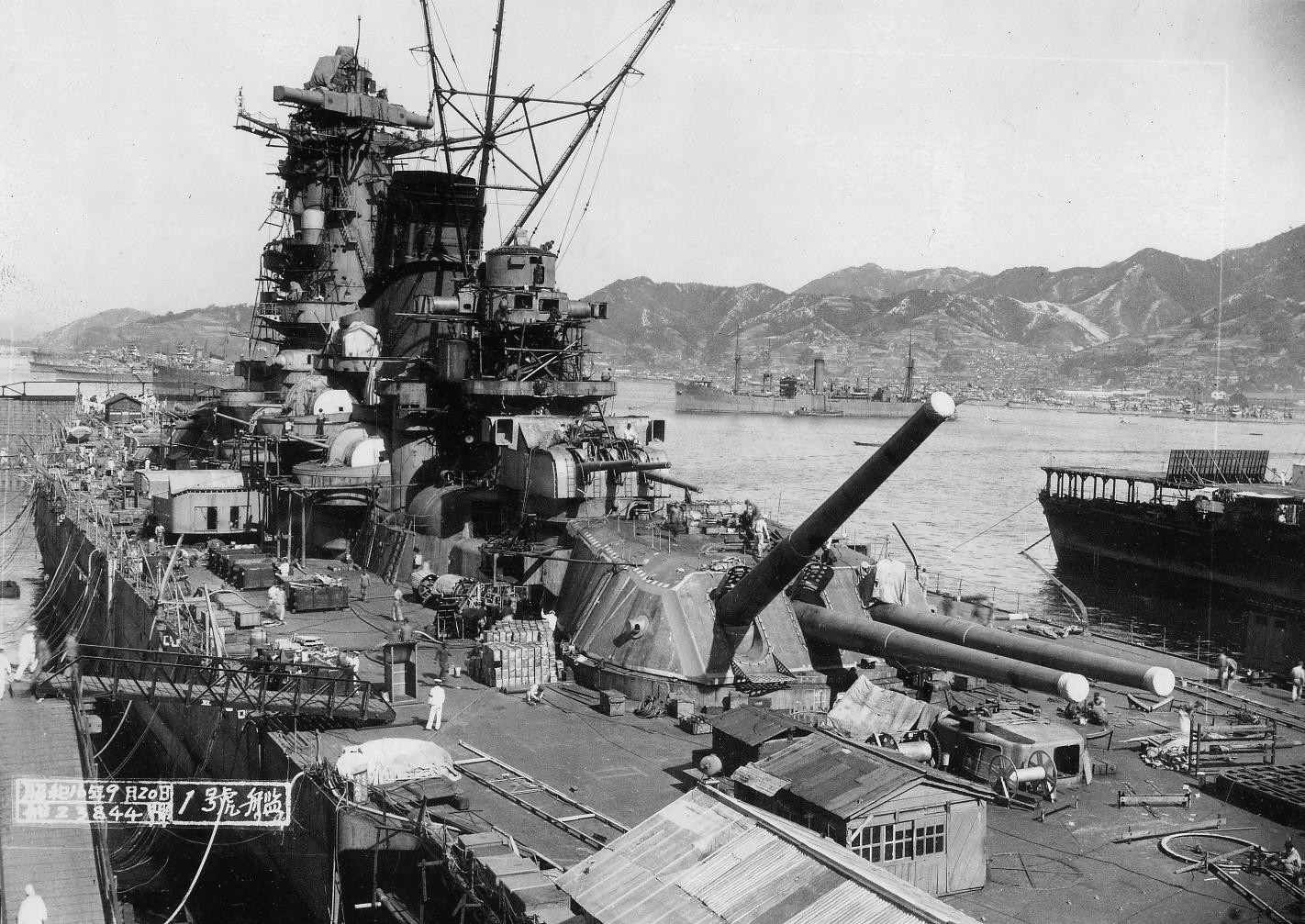
昭和16年（1941年）9月20日、呉工廠で最終艤装中の大和。右端に見えるのは空母鳳翔。三番砲塔上部に見えるのは間宮。

1941年（昭和16年）10月18日、土佐沖での試運航で、荒天（風速南西20m）の中で速力27.4ノット（約50.7km/h）を記録。続いて30日の宿毛湾で、全力公試27.46ノットを記録、11月25日には山本五十六連合艦隊司令長官が視察に訪れた。12月7日、周防灘で主砲射撃を実施した。真珠湾攻撃の前日だった。12月8日、南雲機動部隊の収容掩護のため豊後水道を南下する戦艦6隻（長門、陸奥、扶桑、山城、伊勢、日向）、空母鳳翔、第三水雷戦隊以下連合艦隊主力艦隊とすれ違う。
呉帰投後の第一号艦（大和）は12月16日附で竣工した。同日附で第一戦隊に編入された。艦艇類別等級表にも「大和型戦艦」が登録された。大和の1/500模型は昭和天皇と香淳皇后天覧ののち海軍省に下げ渡され、海軍艦政本部の金庫に保管されたという。
大和には当時の最新技術が多数使用されていた。日本海軍の軍艦では最初に造波抵抗を打ち消す球状艦首（バルバス・バウ）を用いて速力向上をはかり（竣工は翔鶴が先）、煙突などにおける蜂の巣構造の装甲、巨大な観測用の測距儀の装備など、進水時には世界最大最新鋭の艦型だった。就役当初レーダーは装備されていなかったが、その後電探が漸次装備されていった。
なお、副砲には最上型軽巡洋艦（当時）の15.5センチ主砲がそのまま転用されたが、これは海軍が海軍休日を破棄して条約型巡洋艦の主砲を15センチ砲から20センチ砲に入れ替えるのを最初から計画していたため、という説もある。

### 連合艦隊旗艦
1942年（昭和17年）2月12日、大和は連合艦隊旗艦となった。参謀達はそれまで旗艦だった長門に比べ格段に向上した本艦の居住性に喜んでいる。
3月30日、距離38100mで46cm主砲射撃訓練を行う。第二艦隊砲術参謀藤田正路は大和の主砲射撃を見て1942年5月11日の日誌に「すでに戦艦は有用なる兵種にあらず、今重んぜられるはただ従来の惰性。偶像崇拝的信仰を得つつある」と残した。5月29日、大和はミッドウェー作戦により山本五十六連合艦隊司令長官が座乗して柱島泊地を出航したが、主隊として後方にいたため大和が直接アメリカ軍と砲火を交えることはなかった。6月10日、アメリカ軍の潜水艦に対して二番副砲と高角砲を発砲した。同6月14日柱島に帰投する。
大和が機動部隊と同行しなかったのは、戦前からの艦隊決戦思想と同じく空母は前衛部隊、戦艦は主力部隊という思想の元に兵力配備をしたからであり、艦艇の最高速度との直接的な関係はなかった。実際、主力空母のうち最も低速の空母加賀の速度差は殆ど0、飛鷹型航空母艦は25ノット（時速46.25km/h）で大和型戦艦より劣速である。ただ、飛鷹型空母は民間客船を改造した艦で、正規空母ではなく、航空母艦の護衛はより高速な艦が必要だったのは事実である。実際、空母の護衛には戦艦の中では高速戦艦に分類される金剛・比叡・榛名・霧島が用いられることが多かった。日本海軍の主戦力が空母と認識されたのはミッドウェー海戦での敗戦を受けてのことであり、この時点では少なくとも編成上は戦艦が主力の扱いであった。
1942年（昭和17年）8月7日、アメリカ軍がガダルカナル島に来襲してガダルカナル島の戦いが始まった。8月17日、山本長官以下連合艦隊司令部を乗せた大和は、空母大鷹（春日丸）、第7駆逐隊（潮、漣、曙）と共にソロモン方面の支援のため柱島を出航する。8月21日、グリメス島付近を航行し、航海中に第二次ソロモン海戦が勃発した。航空機輸送のため2隻（大鷹、曙）をラバウルに向かわせたのち、3隻（大和、潮、漣）は8月28日にチューク諸島トラック泊地に入港したが、入泊直前に大和はアメリカ潜水艦フライングフィッシュから魚雷4本を撃ち込まれた。2本は自爆、1本を回避している。その後、トラック泊地で待機した。
9月24日、ガダルカナル島への輸送作戦をめぐって陸軍参謀辻政信中佐が大和に来艦、山本連合艦隊長官と会談する。辻は大和の大きさに感嘆した。だが、大和が最前線に投入されることはなかった。ヘンダーソン基地艦砲射撃に参加する案も検討されたが取りやめとなった。
第三次ソロモン海戦では、老艦の金剛型戦艦霧島と比叡が大和と同世代のアメリカの新鋭戦艦であるサウスダコタとワシントンとの砲撃戦により大破、自沈した。この点で、大和型戦艦の投入をためらった連合艦隊の消極性とアメリカの積極性を比較する意見もある。

### 昭和18年の行動
1943年（昭和18年）2月11日、連合艦隊旗艦任務は大和の運用経験を踏まえて通信、旗艦設備が改良された大和型戦艦2番艦武蔵に変更された。
5月8日、内地回航となった「大和」は空母「冲鷹」、「雲鷹」、重巡洋艦「妙高」、「羽黒」などとともにトラックを離れた。「大和」は5月13日に呉に入港。
呉では対空兵器を増強し、21号電探と22号電探などレーダーを装備した。

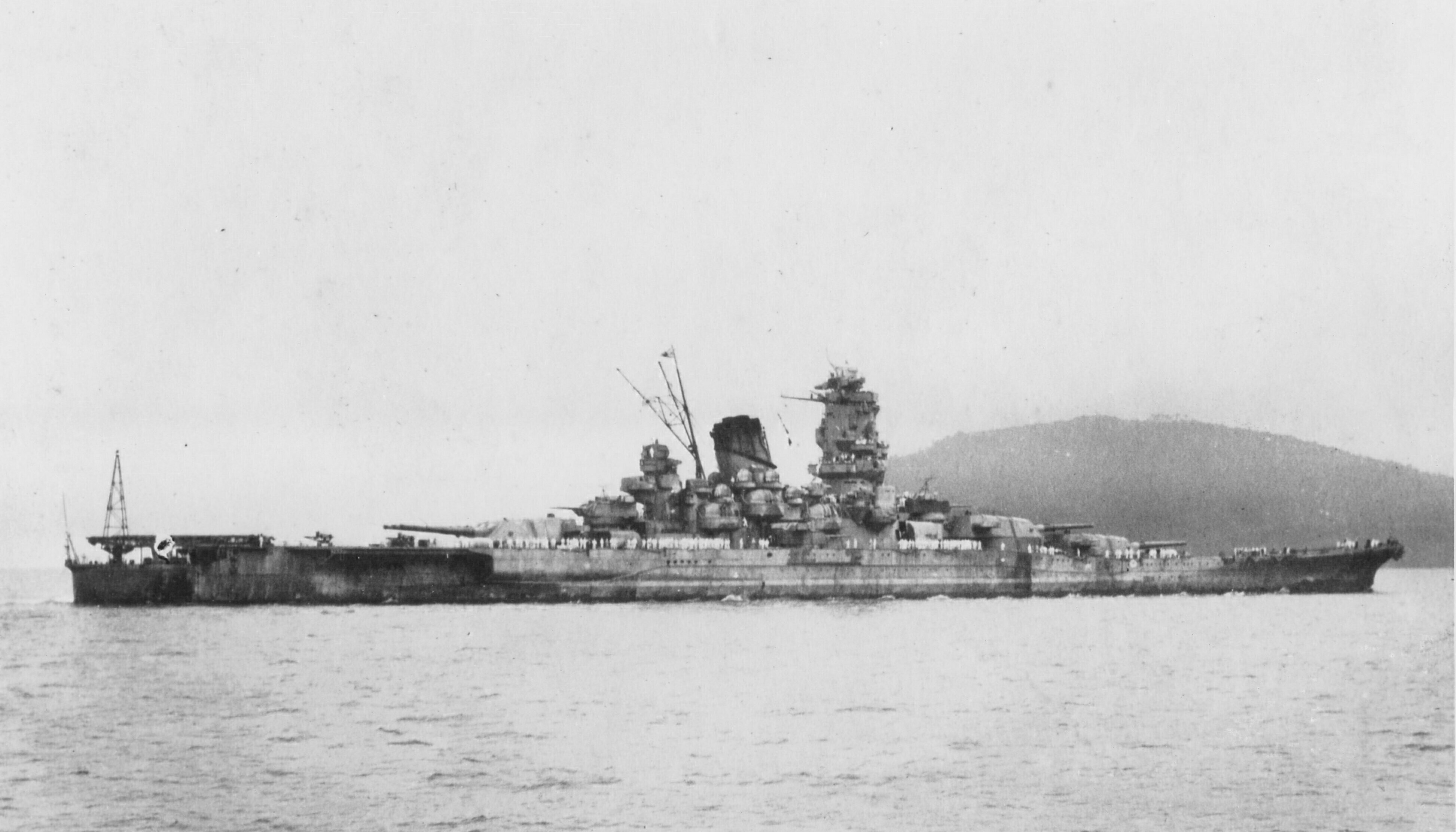
昭和18年（1943年）、トラック島泊地に停泊中の大和

8月16日、主力部隊（戦艦3隻〈大和、長門、扶桑〉、空母〈大鷹〉、巡洋艦3隻〈愛宕、高雄、能代〉、駆逐艦部隊〈涼風、海風、秋雲、夕雲、若月、天津風、初風〉）は呉を出撃し、トラックへ向かう。
ソロモン諸島では激戦が行われ戦局が悪化していたが、大和はトラック島の泊地に留まったまま実戦に参加できなかった。居住性の高さや食事などの面で優遇されていたこともあいまって、他艦の乗組員や陸軍将兵から「大和ホテル」と揶揄されている（当時満州に満鉄の経営する高級ホテルチェーン、ヤマトホテルがあった）。作戦行動を終えた駆逐艦が大和に横付けし、駆逐艦乗組員が大和の巨大で整った風呂を利用することも多かったという。10月中旬、マーシャル諸島への出撃命令が下った。アメリカ海軍の機動部隊がマーシャルに向かう公算ありとの情報を得たからである。旗艦武蔵以下、大和、長門などの主力部隊は決戦の覚悟でトラックを出撃した。しかし、4日間米機動部隊を待ち伏せしても敵は来ず、10月26日にトラック島に帰港する。
1943年12月、「大和」は陸軍独立混成第一連隊をニューアイルランド島へ輸送する戊号輸送に参加。「大和」は駆逐艦「秋雲」、「谷風」、「山雲」とともに戊一号輸送部隊として横須賀からトラックまでの輸送にあたることとなった。
12月12日、「大和」、「翔鶴」、「山雲」、「秋雲」、「風雲」、「谷風」はトラックを出発、17日に横須賀へ帰着した。
人員物件を搭載して12月20日に「大和」、「山雲」、「谷風」は横須賀を出発したが、12月25日に「大和」はトラック島北西150浬でアメリカ潜水艦「スケート」より魚雷攻撃を受け、主砲3番砲塔右舷に魚雷1本を被雷していた。4度の傾斜を生じたが約770トンの注水で復元、試しに26ノットまで加速し問題が無かったので、速度を落とさず速力20ノット前後でトラック泊地へ向かった。魚雷命中の衝撃を感じた者はおらず、わずかに傾斜したため異常に気づいたという。爆発の衝撃で舷側水線装甲背後の支持肋材下端が内側に押し込まれ、スプリンター縦壁の固定鋲が飛び、機械室と3番砲塔上部火薬庫に漏水が発生する被害を受けた。その浸水量は合計で3000-4000トンであると言われている。敵弾が水線鋼鈑下端付近に命中すると浸水を起こす可能性は、装甲の実射試験において指摘はされていたが重大な欠陥とは認識されていなかった。工作艦「明石」に配属されていた造船士官によれば、トラック泊地着後の「大和」は「明石」に「右舷後部に原因不明の浸水があり調査して欲しい」と依頼、工作部員達は当初、注排水系統の故障を疑ったものの異常はなかった。そこで潜水調査をしたところ右舷後部に長さ十数m・幅五mの魚雷破孔を発見し、驚いたという。同日、トラックに到着。「大和」から人員物件は戊三号輸送部隊へと移され、補給を終えた部隊はカビエンへ向かった。「大和」はトラックで応急修理を受けた後、1944年（昭和19年）1月10日に内地への帰還を命じられて出発する事になった。

### レイテ沖海戦まで
1944年（昭和19年）1月10日、大和、満潮、藤波はトラック泊地を出発する。15日に瀬戸内海へ到着した。
被雷により明らかになった欠陥に対して、浸水範囲をせばめるための水密隔壁が追加されたが、装甲の継手と装甲の支持鋼材の継手とが一致してしまっているという根本的欠陥は補強する方法もなく（支持鋼材の継手に角度をつけることでクサビ効果があると設計では考えられていたが、そのとおりには機能しなかった）、元のとおりに修理されただけであった。この工事と並行して、両舷副砲を撤去し、高角砲6基と機銃を増設して対空兵装の強化を図った。
なお、スケートによる雷撃の2ヶ月後、トラック基地の偵察飛行で撮影されたネガフィルム上に見慣れぬ巨大な艦影を発見したアメリカ軍は、捕虜の尋問によってそれが戦艦大和・武蔵という新型戦艦で主砲についても45cm（17.7インチ）であると資料を纏めている。
4月22日、大和と重巡洋艦摩耶は駆逐艦4隻（島風、早霜、雪風、山雲）に護衛され瀬戸内海を出撃した。山雲は豊後水道通過後に護衛をやめて平郡島に戻った。早霜も途中で護衛を切り上げて横須賀に向かった。
大和隊は4月26日マニラ着、29日に同地を出発する。5月1日、リンガ泊地に到着した
5月4日、第一戦隊司令官宇垣纏中将は長門から大和に移乗し、大和は第一戦隊旗艦となった。6月14日、ビアク島に上陸したアメリカ軍を迎撃するため渾作戦に参加するが、アメリカ軍がサイパン島に上陸したことにより渾作戦は中止となった。渾作戦部隊（第一戦隊〈大和、武蔵〉、第五戦隊〈妙高、羽黒〉、第二水雷戦隊〈能代、沖波、島風〉、第10駆逐隊〈朝雲〉、第4駆逐隊〈山雲、野分〉）は北上し、小沢機動部隊と合流した。6月15日、マリアナ沖海戦に参加。大和は栗田健男中将指揮する前衛艦隊に所属していた。6月19日、前衛艦隊上空を通過しようとしていた日本側第一次攻撃隊を米軍機と誤認、周囲艦艇とともに射撃して数機を撃墜するという失態も犯している。大和は発砲していないという証言もある。同日、日本軍機動部隊はアメリカ潜水艦の雷撃により空母2隻（大鳳、翔鶴）を失った。
6月20日、アメリカ軍の攻撃隊に向けて三式弾27発を放った。大和が実戦で主砲を発射したのはこれが最初である。6月24日に日本に戻る。10日ほど在泊したのち、陸軍将兵や物資を搭載して第四戦隊・第七戦隊・第二水雷戦隊と共にシンガポールへ向かう。7月16日、第一戦隊（大和、武蔵、長門）、駆逐艦3隻（時雨、五月雨、島風）はリンガ泊地に到着した。この後3ヶ月間訓練を行い、10月には甲板を黒く塗装した。

### レイテ沖海戦

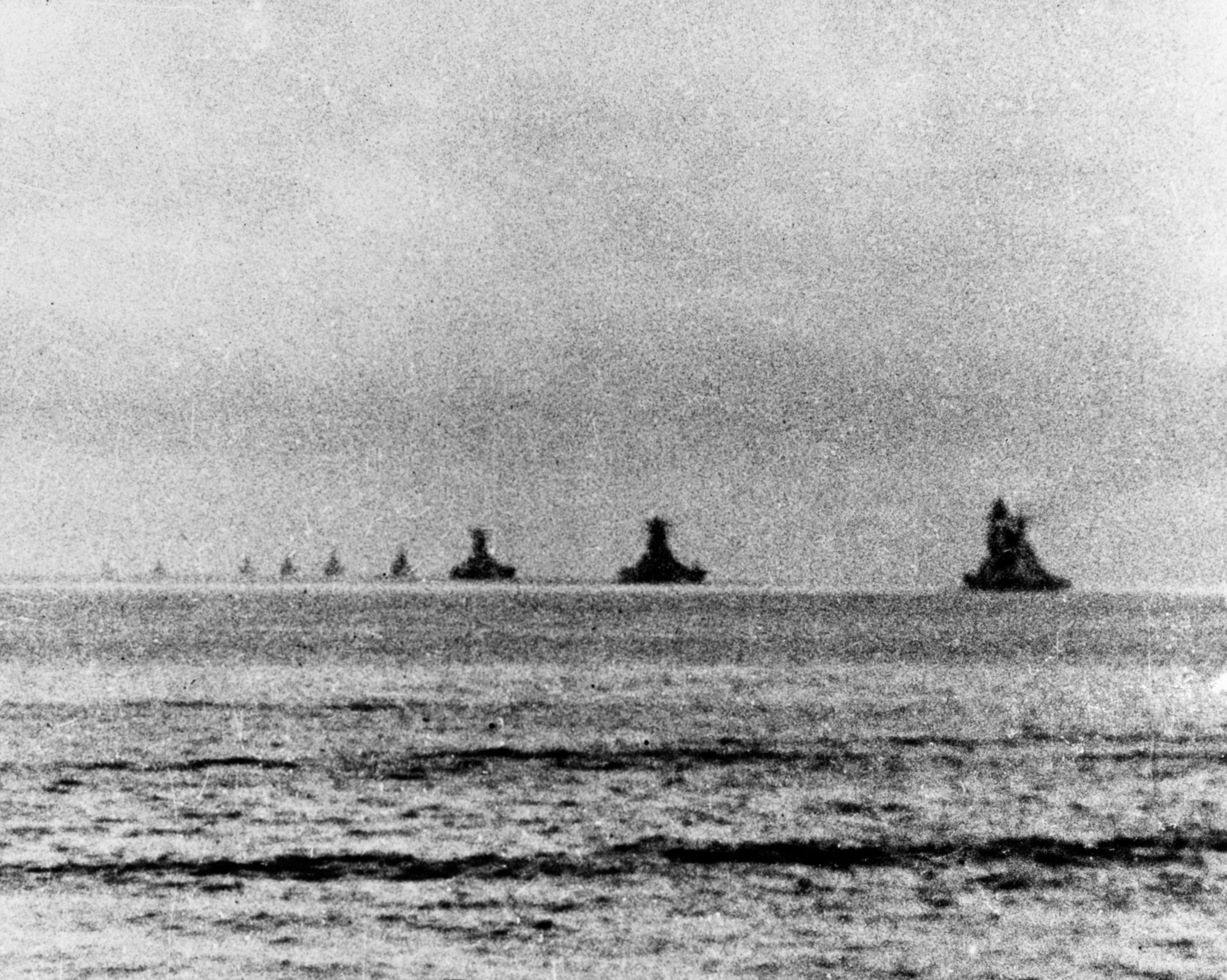
昭和19年（1944年）10月22日、ブルネイからレイテ湾へ出撃する栗田艦隊。
（右から長門・武蔵・大和、高雄型重巡洋艦4隻（摩耶・鳥海・高雄・愛宕）・羽黒・妙高。

1944年（昭和19年）10月22日、大和はレイテ沖海戦に参加するため第二艦隊（通称栗田艦隊）第一戦隊旗艦としてアメリカ軍上陸船団の撃破を目指しブルネイを出撃した。だが、23日早朝に栗田艦隊の旗艦・重巡愛宕がアメリカの潜水艦の雷撃で撃沈されたため、大和に座乗の第一戦隊司令官の宇垣中将が一時指揮を執った。夕方に栗田中将が移乗し第二艦隊旗艦となったが、2つの司令部が同居したため艦橋は重苦しい空気に包まれた。

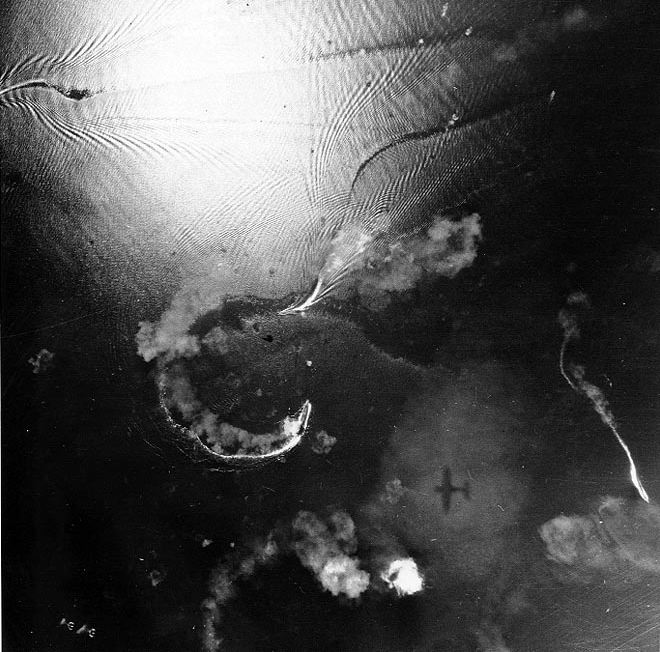
昭和19年（1944年）10月24日、シブヤン海海戦で米軍機の爆撃に対して回避行動を取る大和。

24日、シブヤン海でアメリカ軍艦載機の雷爆撃により大和の姉妹艦である武蔵が撃沈された。このとき、大和にも艦前部に爆弾1発が命中している。25日午前7時、サマール島沖にてアメリカ護衛空母艦隊を発見し、他の艦艇と共同して水上射撃による攻撃を行った。
大和は距離32,000mで砲撃を開始した。当時大和砲術長だった能村（後、大和副長）によれば、射撃した前部主砲6門のうち徹甲弾は2発のみで、残る4門には三式弾が装填されていたと証言している。都竹卓郎が戦後両軍の各文献と自身の記憶を照らしたところによれば、『戦藻録』の「31キロより砲戦開始、2、3斉射にて1隻撃破、目標を他に変換す」が概ねの事実で、最初の「正規空母」は護衛空母ホワイト・プレインズで極めて正確な射撃を受けた。「その射撃は砲術科士官に望みうる最高のものであった」。至近弾による振動でホワイト・プレインズは黒煙を噴き、大和ではこれを「正規空母1隻撃破」と判断して他艦に目標を変更したものらしい。アメリカ軍側の記録では、ホワイト・プレインズは命中の危険が迫ったために煙幕を展開したとしている。能村副長は、第一目標に四斉射した後「アメリカ軍の煙幕展開のため目標視認が困難となり、別の空母を損傷させようと目標を変更」と回想している。また、軍艦大和戦闘詳報第3号でも敵空母が煙幕を張り大和から遠ざかる様に回避したため目標を他に移したと報告されている。次の艦はファンショー・ベイである。

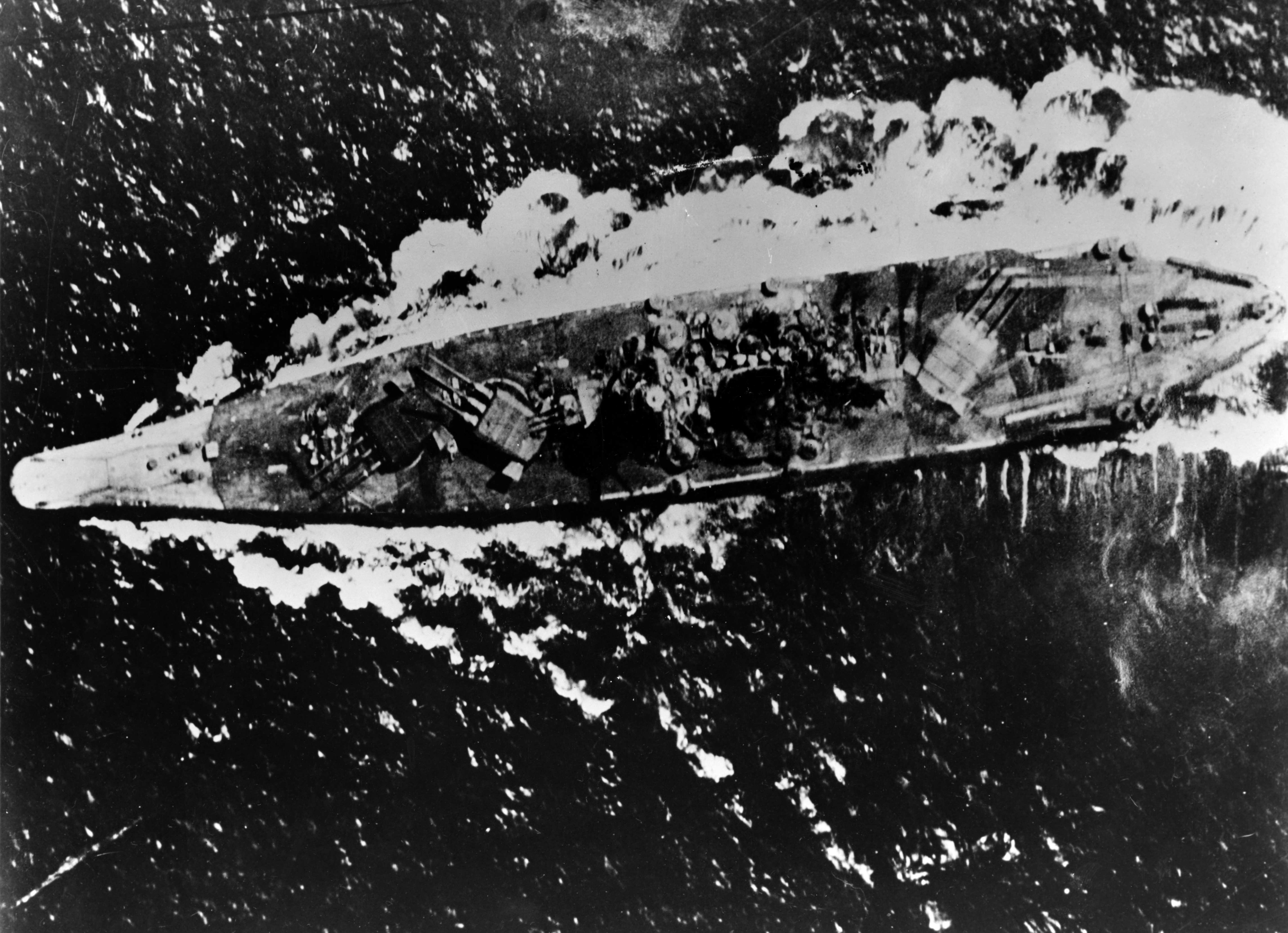
シブヤン海を航行中にアメリカ軍機の攻撃を受け回避行動を取る戦艦大和。魚雷攻撃を避けるため左へ回頭するところで、大和の左舷前方にはアメリカ軍機が投下した魚雷の航跡らしき白い筋が見える。

戦闘中、大和はアメリカ軍の駆逐艦が発射した魚雷に船体を左右で挟まれ、魚雷の射程が尽きるまでアメリカ軍空母と反対方向に航行することになった。さらにアメリカ軍駆逐艦の効果的な煙幕や折からのスコールによって、光学測距による射撃は短時間に留まった。戦闘の後半で、仮称二号電波探信儀二型を使用したレーダー射撃を実施した。この戦闘では、大和右舷高角砲と機銃が沈没する米艦と脱出者に向けて発射され、大和の森下艦長と能村副長が制止するという場面があった。
アメリカ軍の護衛空母ガンビア・ベイに大和の主砲弾1発が命中して大火災を起こしたと証言もあるが、利根型重巡洋艦1番艦利根艦長黛治夫大佐は、著書で「戦艦部隊の主砲弾で敵空母が大火災を起こしたような事実はなかった」と強く反論している。アメリカ側の記録にも該当する大火災発生の事実はなく、ガンビア・ベイは午前8時15分に重巡羽黒と利根の20.3センチ砲弾を受けたのが最初の被弾とされている。ガンビア・ベイへの命中弾という説は大岡昇平も「よた話」として採り上げている。

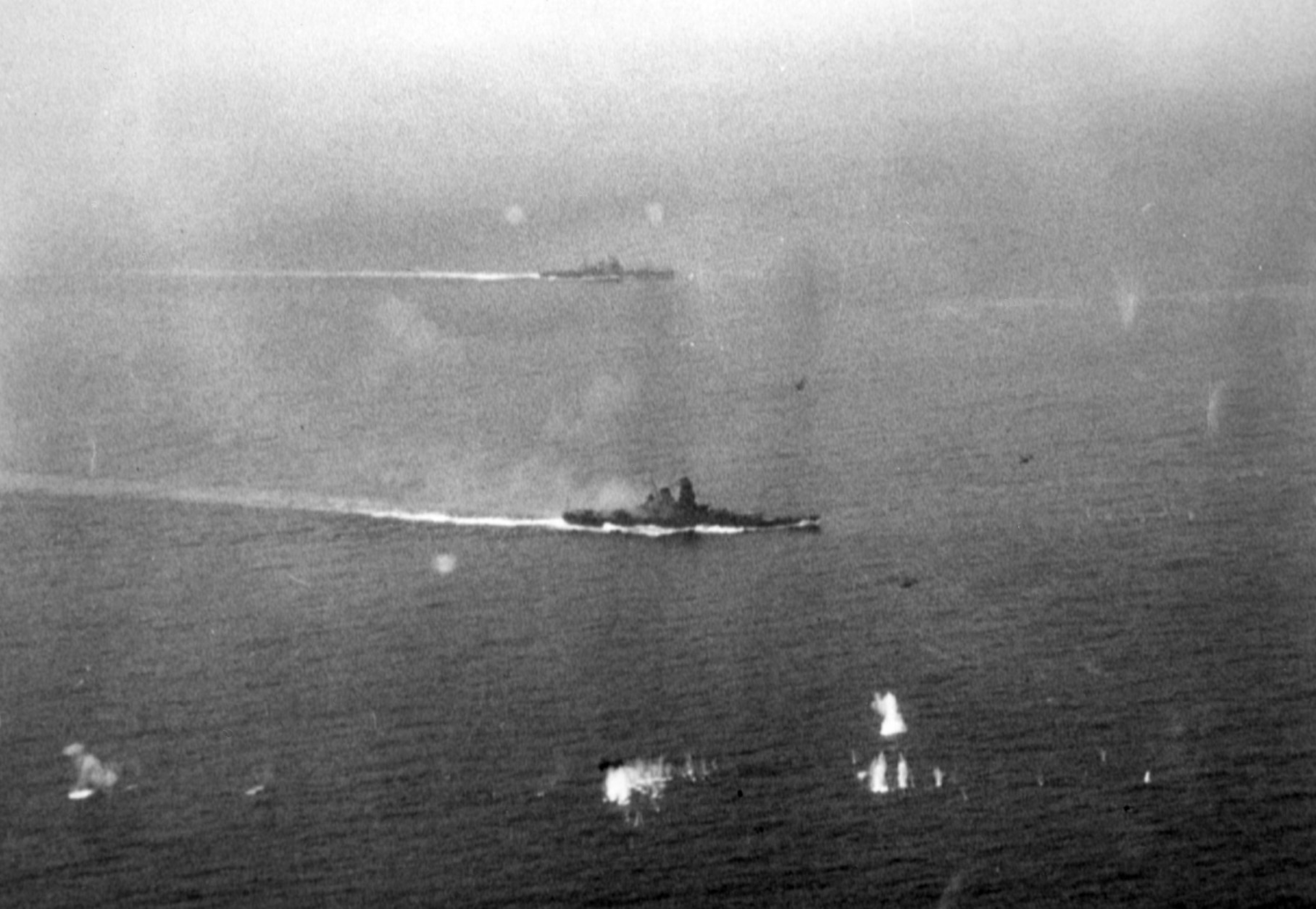
昭和19年（1944年）10月25日、米護衛空母ペトロフ・ベイ艦載機が撮影した写真。手前が大和で後方は重巡利根もしくは筑摩とされる。比島沖海戦時の記録写真で、撮影日は1944年（昭和19年）10月25ないし26日。海戦は23日から始まり、26日まで4日間続いた。

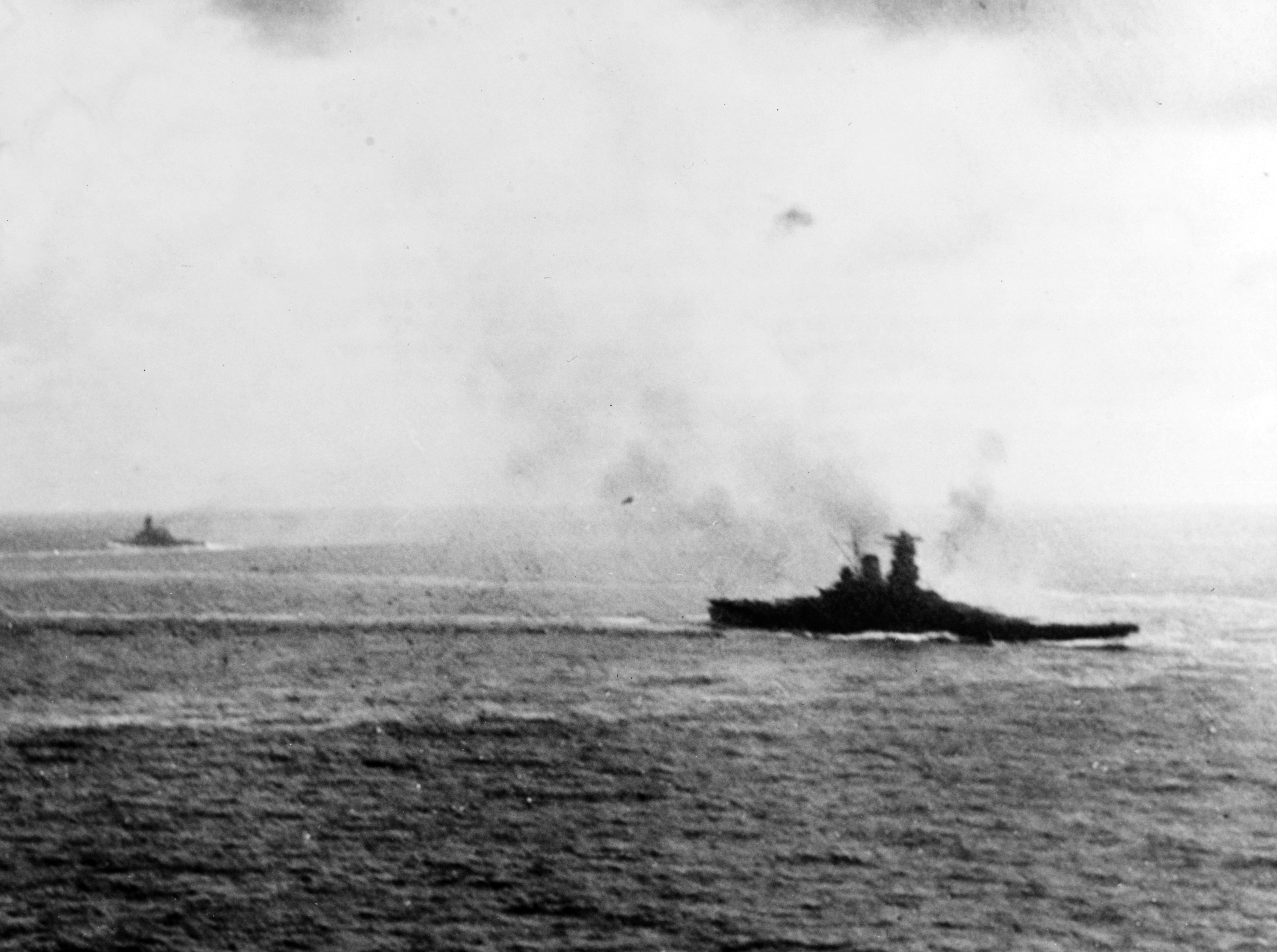
昭和19年（1944年）10月25日、回避行動をとる大和と僚艦。大和の後方からアメリカ軍機が一機、攻撃を仕掛けようとしている。アメリカ軍空母艦載機による撮影。

アメリカ側では0725-0730頃、駆逐艦ホーエル、ジョンストンが戦艦からの主砲・副砲弾を受けた。アメリカ側が両艦を砲撃した戦艦としている金剛では0714に砲撃を開始し、2射目が有効であったとしているが、0715には大和、長門、榛名も駆逐艦、巡洋艦を目標に砲撃を行っている他、ホーエルが艦橋に命中弾を受け通信機能を失った0725には、大和が巡洋艦を目標に砲撃を行い撃沈を報じている。このため、0728にジョンストン、0725にホーエルに命中したのは大和、長門、金剛、榛名いずれかの主砲弾である可能性がある。また、第五戦隊（羽黒、鳥海）、第七戦隊（利根、筑摩）もホーエル、ジョンストンを砲撃しており、特にホーエルは0750以降に重巡部隊と大和、長門による集中砲火を浴び、40発の命中弾を受け、0830にその内の8インチ砲弾一発がエンジンルームを破壊して航行不能に陥ったが、0834に大和は他艦と共にこのホーエルに対して追撃を加え、0835にはホーエルは船尾より沈み始め、0855に遂に転覆する事となった。ジョンストンは0725の砲撃で被害を受けたものの、スコールに退避する事に成功したため、応急修理を行った後再び戦闘に復帰していたが、0845に軽巡矢矧を先頭に第十戦隊が空母群に魚雷攻撃を仕掛けようと、急速に接近している事を認めたジョンストンは、矢矧に砲撃を加え水雷戦隊が空母群に接近する事を防ぐ事に成功したものの0940に包囲され集中砲火を浴び沈没した。このため、この海戦で大和が単艦で敵艦を葬った可能性はないという事になる。なお、この海戦で0850以降に大和が重巡洋艦鳥海を誤射したという説もあるが、大和は0834以降は砲撃を行っておらず、唯一0847に金剛が砲撃を行っていたのみであるため、大和が鳥海及び筑摩を誤射した可能性は無い。
雑誌『丸』（2015年）にて、当時の羽黒乗組員である石丸法明が鳥海の被弾を羽黒艦橋で目撃した元良勇（羽黒通信長）、被弾した鳥海からの通信を羽黒電信室で受信した南里国広（二等兵曹、信号兵）、および当時の戦艦金剛乗組員3人の証言から、「金剛による誤射だった」という説を提唱している。
アメリカ軍の損害は、護衛空母ガンビア・ベイと駆逐艦ジョンストン、ホーエル、護衛駆逐艦サミュエル・B・ロバーツが沈没というものだった。この直後、関行男海軍大尉が指揮する神風特攻隊敷島隊が護衛空母部隊を急襲、体当たりにより護衛空母セント・ローが沈没、数隻が損害を受けた。
アメリカ戦史研究家のRobert Lundgrenの研究によれば、この海戦による大和による砲撃の効果は以下の通り。
護衛空母「ホワイト・プレインズ」：至近弾によりホワイト・プレインズは大きく揺さぶられて機関室が破壊された。
駆逐艦「ジョンストン」：46cm砲弾3発被弾、15cm砲弾3発被弾。
大和の主砲射撃104発の内容は以下の通り。
6時59分　31,500m　空母　5斉射、第3斉射目から徹甲弾射撃
7時06分　30,500m　空母　1斉射
7時09分　33,200m　空母　2斉射
7時25分　18,500m　巡洋艦　1斉射
7時53分　06,900m　駆逐艦　2斉射
8時22分　21,400m　目標B?　7斉射　電探射撃
サマール島沖砲撃戦の後、栗田長官は近隣にアメリカ機動部隊が存在するとの誤報を受けてレイテ湾に突入することなく反転を命じた。宇垣中将の著作には、当時の大和艦橋の混乱が描写されている。この時のレイテ湾突入中止については、深井俊之介（大和副砲長）は宇垣中将を始め艦内の多くの乗員が疑問を抱いていたという証言しているが、一方で第一艦橋にいた主計長の石田恒夫、通信士の都竹卓郎などはそのような証言はしておらず、第一戦隊航空参謀（兼大和飛行長）で宇垣の部下だった伊藤敦夫も深井の証言しているような「宇垣が怒鳴っていた」という事実は無く、宇垣がレイテ突入を主張したことについても記憶に無いと証言しているなど証言が大きく食い違っている。
引き返す途中、ブルネイ付近でアメリカ陸軍航空隊機が攻撃にきた。残弾が少ないため近距離に引き付け対空攻撃をし、数機を撃墜した。

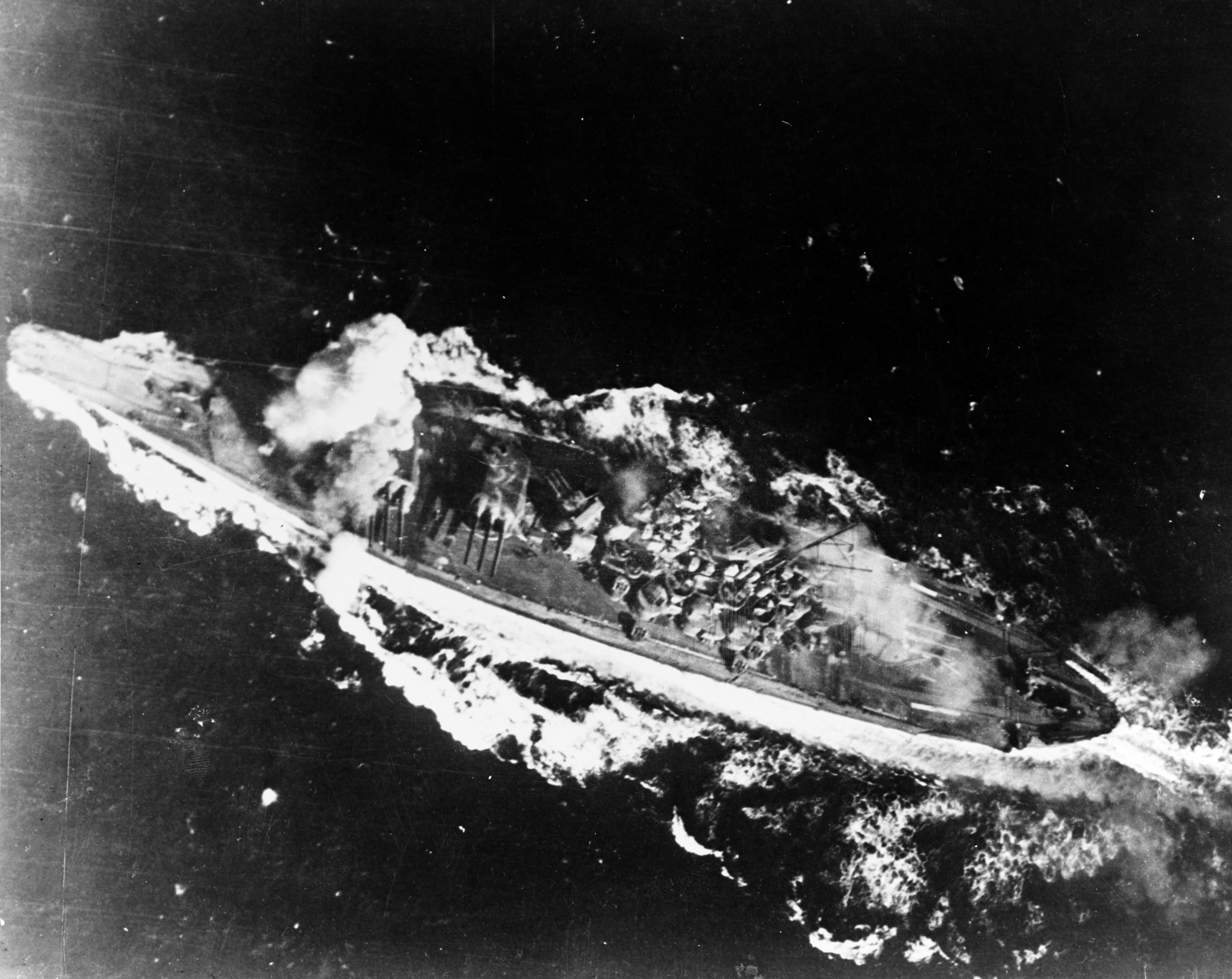
米空母フランクリン艦載機の攻撃により、一番砲塔近辺。に直撃弾を受けた直後。損傷は軽微だった。

往復の航程でアメリカ軍機の爆撃により第一砲塔と前甲板に4発の爆弾が命中したが、戦闘継続に支障は無かった。砲塔を直撃した爆弾は、装甲があまりにも厚かったため、天蓋の塗装を直径1メートルほどに渡って剥がしただけで跳ね返され、空中で炸裂して付近の25ミリ機関砲の操作員に死傷者が出た。第二砲塔長であった奥田特務少佐の手記によると、爆弾が命中した衝撃で第二砲塔員の大半が脳震盪を起こし倒れたと云う。また前甲板の爆弾は錨鎖庫に水面下の破孔を生じ、前部に3000トンの浸水、後部に傾斜復元のため2000トンを注水した。
10月28日、大和はブルネイに到着した。11月8日、多号作戦において連合軍空軍の注意をひきつけるためブルネイを出撃、11日に帰港したが特に戦闘は起きなかった。11月16日、B-24爆撃機15機の襲撃に対し主砲で応戦、3機を撃墜する。同日夕刻、戦艦3隻（大和、長門、金剛）、第十戦隊（矢矧、浦風、雪風、磯風、浜風）とともに内地に帰還したが、台湾沖で戦艦金剛と駆逐艦浦風がアメリカ潜水艦の雷撃により撃沈されることとなった。11月23日、呉に到着。宇垣中将は退艦、森下信衛5代目艦長にかわって有賀幸作大佐が6代目艦長となった（森下は第二艦隊参謀長として引き続き大和に乗艦）。
大和の姉妹艦武蔵の沈没は大和型戦艦を不沈艦と信じていた多くの乗組員に衝撃を与え、いずれ大和も同じ運命をたどるのではと覚悟する者もいた。宇垣中将は戦藻録に「嗚呼、我半身を失へり！誠に申訳無き次第とす。さり乍ら其の斃れたるや大和の身代わりとなれるものなり。今日は武蔵の悲運あるも明日は大和の番なり」と記した。
レイテ沖海戦で日本の連合艦隊は事実上壊滅した。大和以下残存艦艇は燃料不足のため満足な訓練もできず、内地待機を続けている。。

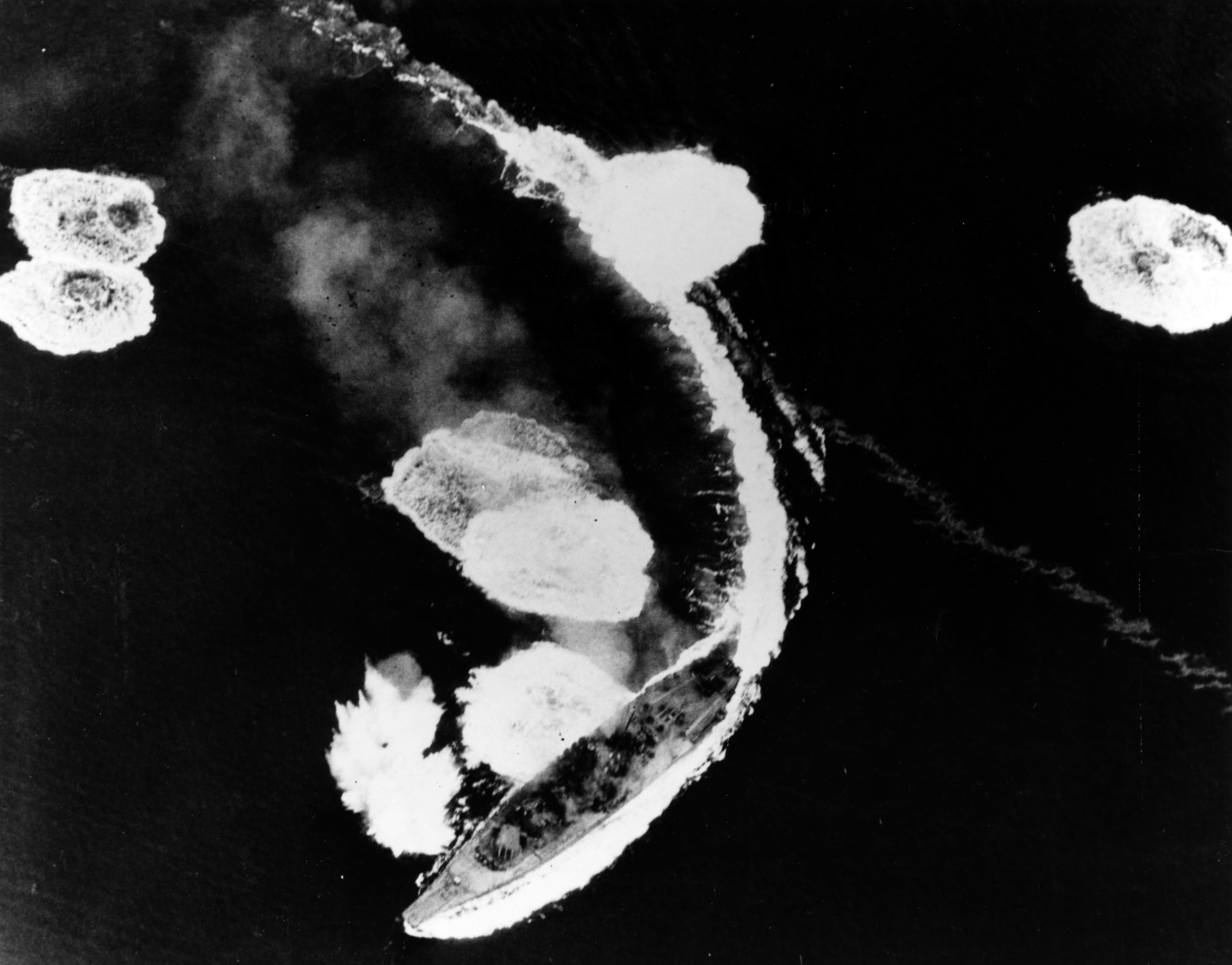
昭和20年（1945年）3月19日に柱島沖の大和が空襲を受ける様子。

1945年（昭和20年）3月19日、呉軍港に敵艦載機が襲来、大和は事前に安芸灘に出たが攻撃を受け、直撃弾はなかったものの、測距儀が故障、陸あげ修理を要した。その後、すでに安全な場所でなくなった呉軍港から徳山沖に疎開した。
同年3月28日、「第二艦隊を東シナ海に遊弋させ、大和を目標として北上して来たアメリカ軍機動部隊を基地航空隊が叩く作戦」(三上作夫連合艦隊作戦参謀)に向け、大和（艦長：有賀幸作大佐、副長：能村次郎大佐、砲術長：黒田吉郎中佐）を旗艦とする第二艦隊（司令長官：伊藤整一中将、参謀長：森下信衛少将）は佐世保への回航を命じられ呉軍港を出港したが、米機動部隊接近の報を受けて空襲が予期されたので回航を中止し、翌日未明、徳山沖で待機となった。
3月30日にアメリカ軍機によって呉軍港と広島湾が1,034個の機雷で埋め尽くされ、機雷除去に時間がかかるために呉軍港に帰還するのが困難な状態に陥った。関門海峡は27日にアメリカ軍によって機雷封鎖され通行不能だった。

### 海上特攻の準備

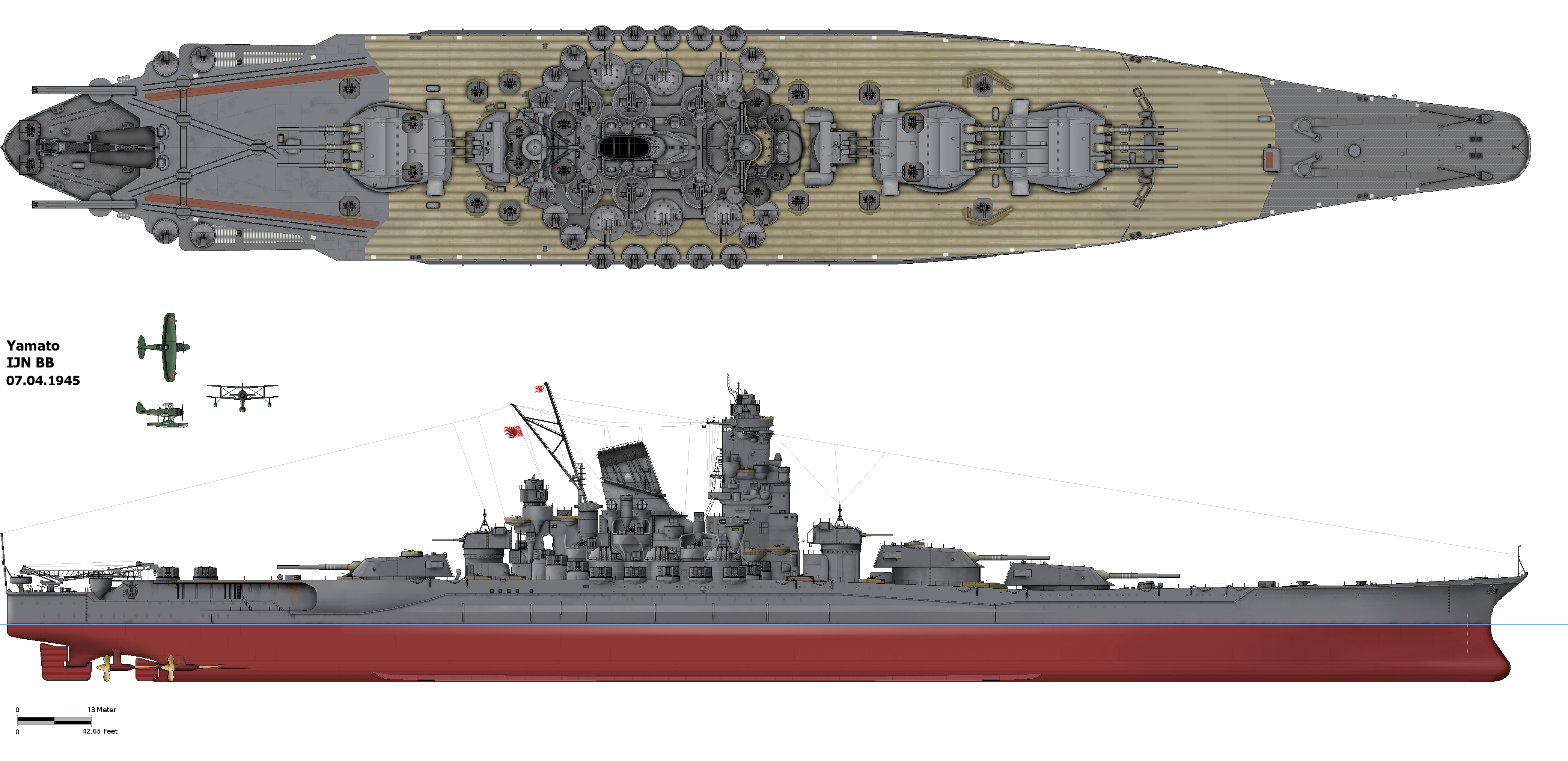
最終時の大和。アメリカ側の資料で、最新の研究考証に準じているが一番砲塔脇と砲塔上の機銃形状が日本側考証と異なる。

4月2日、第二水雷戦隊旗艦の軽巡洋艦矢矧での第二艦隊の幕僚会議では、次の3案が検討された。
この3案に対し古村少将、山本祐二大佐、伊藤中将ら幕僚は3.の案にまとまっていた。伊藤は山本を呉に送り、連合艦隊に意見具申すると述べた。4月3日には、少尉候補生が乗艦して候補生教育が始まっていた。
一方連合艦隊では、連合艦隊参謀神重徳大佐が大和による海上特攻を主張した。連合艦隊の草鹿龍之介参謀長はそれをなだめたが神大佐は「大和を特攻的に使用した度」と軍港に係留されるはずの大和を第二艦隊に編入させた。司令部では構想として海上特攻も検討はされたが、沖縄突入という具体案は草鹿参謀長が鹿屋に出かけている間に神大佐が計画した。神大佐は「航空総攻撃を行う奏上の際、陛下から『航空部隊だけの攻撃か』と下問があったではないか」と強調していた。神大佐は草鹿参謀長を通さずに豊田副武連合艦隊司令長官に直接決裁をもらってから「参謀長意見はどうですか？」と話した。豊田司令長官は「大和を有効に使う方法として計画した。50%も成功率はなく、上手く行ったら奇跡だった。しかしまだ働けるものを使わねば、多少の成功の算あればと決めた」と言う。一方の草鹿参謀長も「決まってからどうですかもないと腹を立てた」という。淵田美津雄参謀は「神が発意し直接長官に採決を得たもの。連合艦隊参謀長は不同意で、第五航空艦隊も非常に迷惑だった」という。
神は軍令部との交渉に入ったが、作戦課長富岡定俊少将は反対であった。富岡は「この案を持ってきたとき私は横槍を入れた。大和を九州方面に陽動させて敵の機動部隊を釣り上げ、基地航空部隊でこれを叩くというなら賛成だが、沖縄に突入させることは反対だ。第一燃料がない。本土決戦は望むところではないが、もしもやらなければいけない情勢に立ち至った場合の艦艇燃料として若干残しておかなければならない。ところが私の知らないところで小沢治三郎軍令部次長のところで承知したらしい」と話している。神の提案を軍令部総長及川古志郎大将は黙って聞いていたが、軍令部次長小沢治三郎中将は「連合艦隊長官がそうしたいという決意ならよかろう」と直接許可を与えた。戦後、小沢は「全般の空気よりして、その当時も今日も当然と思う。多少の成算はあった。次長たりし僕に一番の責任あり」という。第五航空艦隊長官の宇垣中将はその日誌『戦藻録』に、及川軍令部総長が「菊水一号作戦」を昭和天皇に上奏したとき、天皇から「航空部隊丈の総攻撃なるや」との下問があり、「海軍の全兵力を使用致す」と奉答してしまったため、第二艦隊の海上特攻も実施されることになったとして、及川軍令部総長の対応を批判している。栗原俊雄はこの『戦藻録』の内容が従来からの定説であったとし、『昭和天皇実録』には内容については書いていないものの、天皇の「お言葉」があったと書かれていて、裏付けられるとしている。
4月5日、神参謀は草鹿参謀長に大和へ説得に行くように要請し、草鹿は大和の第二艦隊司令部を訪れ、長官の伊藤整一中将に作戦命令の伝達と説得を行った。なかなか納得しない伊藤に「一億総特攻の魁となって頂きたい」と言うと、伊藤中将は「そうか、それならわかった」と即座に納得した。連合艦隊作戦参謀の三上作夫中佐によれば、自身も作戦に疑問を持っていた草鹿参謀長が黙り込んでしまうと、たまりかねた三上が「要するに、一億総特攻のさきがけになって頂きたい、これが本作戦の眼目であります」と説明したという。そこで三上は「私も連れて行って下さい」と申し出たが、第二艦隊参謀の山本祐二大佐が「お前たち連合艦隊司令部の監視を受けなくても、我々は立派にやって見せる」と拒否している。草鹿参謀長は「いずれその最後を覚悟しても、悔なき死所を得させ、少しでも意義ある所にと思って熟慮を続けていた」と回想している。この特攻隊は連合艦隊長官豊田副武大将によって「海上特攻隊」と命名された。
大和では命令受領後の4月5日15時に乗組員が甲板に集められ、「本作戦は特攻作戦である」と初めて伝えられた。大和の高角砲員であった坪井平次によれば、しばらくの沈黙のあと彼らは動揺することなく、「よしやってやろう」「武蔵の仇を討とう」と逆に士気を高めたが、戦局の逼迫により、次の出撃が事実上の特攻作戦になることは誰もが出航前に熟知していたという。4月6日午前2時、少尉候補生や傷病兵が退艦。夕刻に君が代斉唱と万歳三唱を行い、それぞれの故郷に帽子を振った。

4月5日、連合艦隊より沖縄海上特攻の命令を受領。

4月6日、
を掲げた。
大和は菊水作戦で沖縄までの片道分の燃料しか積まずに出撃したとする主張が存在したが、記録、証言から約4,000（満載6,500）トンの重油を積んでいたことが判明している。戦闘詳報でも大和の出撃時の燃料搭載量は4000tと表記されており、生存者の三笠逸男は出撃前に燃料担当の同僚と会い、周囲のタンクなどからかき集めて合わせて4000t程大和に搭載する事を聞いている。
第二艦隊は大和以下、第二水雷戦隊（司令官：古村啓蔵少将、旗艦軽巡洋艦矢矧、第四十一駆逐隊（防空駆逐艦の冬月、涼月））、第十七駆逐隊（磯風、浜風、雪風）、第二十一駆逐隊（朝霜、初霜、霞）で編成されていた。先導した対潜掃討隊の第三十一戦隊（花月、榧、槇）の3隻は練度未熟とみて、豊後水道で呉に引き返させた。
- アメリカ軍偵察機F-13『スーパーフォートレス』（B-29の偵察機型） により上空から撮影された出撃直後の大和の写真が2006年7月にアメリカにて発見された。当時の大和の兵装状態は未だ確定的な証拠のある資料はなく、この写真が大和最終時兵装状態の確定に繋がると期待されている。

天一号作戦の概要は、アメリカ軍に上陸された沖縄防衛の支援、つまりその航程で主にアメリカ海軍の邀撃戦闘機を大和攻撃隊随伴に振り向けさせ、日本側特攻機への邀撃を緩和させることである。さらに立案者の神重徳参謀の構想では、もし沖縄にたどり着ければ、自力座礁し浮き砲台として陸上戦を支援し、乗員は陸戦隊として敵陣突入させることも描いていたとされる（神大佐は、以前にも戦艦山城を突入させ浮き砲台としサイパンを奪還すると具申して、中沢佑軍令部作戦部長に「砲を撃つには電気系統が生きてなければならない」と却下されたことがある）。沖縄の日本陸軍第三十二軍は、連合艦隊の要請に応じて4月7日を予定して攻勢をかけることになっていた。なお、大和を座礁させて陸上砲台にするには、(1)座礁時の船位がほぼ水平であること、(2)主砲を発射するためには、機関および水圧系と電路が生きており、射撃管制機能が全滅していないこと、の2点が必要であり、既に実行不可能とされていた。実際、レイテ沖海戦で座礁→陸上砲台の案が検討されたが、上記に理由で却下されている。また、現実を見ればアメリカ軍の制海権・制空権下を突破して沖縄に到達するのは不可能に近く、作戦の主意は、攻撃の主役である菊水作戦による航空特攻を支援するための陽動作戦であった。戦争末期には日本海軍の暗号はアメリカ軍にほとんど解読されており、出撃は通信諜報からも確認され、豊後水道付近ではアメリカのスレッドフィン、ハックルバックの2隻の潜水艦に行動を察知された。4月6日21時20分、ハックルバックは浮上して大和を確認、ハックルバックの艦長のフレッド・ジャニー中佐は特に暗号も組まれずに「ヤマト」と名指しで連絡した。この電報は大和と矢矧に勤務していた英語堪能な日系2世通信士官に傍受され、翻訳されて全艦に連絡された。
当初、第5艦隊司令長官レイモンド・スプルーアンス大将は戦艦による迎撃を考えていた。しかし大和が西進し続けたため日本海側に退避する公算があること、大和を撃沈することが目的であり、そのために手段は選ぶべきではないと考え、マーク・ミッチャー中将の指揮する機動部隊に航空攻撃を命じたという。しかし実際には、スプルーアンス大将が戦艦による砲撃戦を挑もうとしていたところをミッチャー中将が先に攻撃部隊を送り込んでしまった。武蔵は潜水艦の雷撃で沈んだという噂があり、ミッチャー中将は何としても大和を航空攻撃のみで撃沈したかったのだという。またミッチャー中将は、各部隊の報告から大和が沖縄へ突入すると確信し、スプルーアンスに知らせないまま攻撃部隊の編成を始めた。なお、スプルーアンス大将はアメリカ留学中の伊藤中将と親交を結んだ仲であった。

### 坊ノ岬沖海戦
4月7日6時30分ごろ、大和は対潜哨戒のため零式水上偵察機を発進させた。この機は鹿児島県指宿基地に帰投した。
連合艦隊の参謀が大和の海上特攻作戦を第五航空艦隊へ報告に行った際、第五航空艦隊は既に菊水作戦中で、多くの部隊は特攻作戦に全力を投入していたため、参謀は「第五航空艦隊に迷惑はかけない」と伝えている。第五航空艦隊司令長官の宇垣纏中将はこの海上特攻作戦に反対ではあったが、「連携ある作戦で友軍の援護をすることは当然」として、配下の戦闘機隊に対して掩護命令を出した。しかし、宇垣の意向に対して、前線の部隊の対応は足並みが揃っておらず、第五航空艦隊は夜間戦闘機隊芙蓉部隊の指揮官美濃部正少佐に大和掩護要請を打診したが、芙蓉部隊には、重武装、重装甲型の零戦52型丙型を配備されていたにも拘らず、芙蓉部隊の戦闘機搭乗員は敵戦闘機に対する空戦技術を殆ど持たなかったこともあって、美濃部は芙蓉部隊に制空戦闘はできないなどとして大和の援護要請を断っている。
阿部三郎（海軍中尉、五航艦第二〇三空）は、自らの所属していた戦闘三一一飛行隊を含めて、幾つかの部隊に第二艦隊掩護命令が出たことを記憶している。だが出撃準備中の4月7日午後3時、第五航空艦隊から発進中止命令が下った。阿部の戦後の調査によれば、戦闘三〇三飛行隊から早朝に4機が出撃したが、視界不良のため大和を発見できず帰投した。戦闘三一二飛行隊（笠之原基地）からは8機（伊藤康夫中尉）発進して第二艦隊と大和上空を護衛し、三五二空（大村基地）からは零戦隊・甲分隊が午前10時まで第二艦隊上空を護衛していた。
九州近海までは、能村副長はF6Fヘルキャット3機を目撃したのみで、日本軍機はいなかったと回想する。一方、日本軍機の編隊を見たという証言もあり、戦闘詳報では5機から10機の零式艦上戦闘機（零戦）が、午前10時まで上空警戒をしていたと報告している。その数機単位の護衛機も4月7日昼前には帰還してしまい、第五航空艦隊が軍組織として上空掩護を行ったことは確実だが、混乱と準備不足のために戦闘機部隊を手配しきれず、午前中のみの、少数機による中途半端な掩護で終わってしまった。
このように同じ海軍の大和への航空支援は乏しいものとなったが、第二艦隊の出撃を知らされた陸軍航空隊第6航空軍司令官菅原道大中将は、陸海軍の連携を重視し「（大和特攻の際に）南九州の第100飛行団が四式戦闘機疾風48機を投入して、奄美大島付近の制空権を一時的に掌握、協力する」と大和への航空支援を快諾して、第100飛行団を主力とする陸軍航空隊の戦闘機41機を出撃させて、12：00から14：00にかけて制空戦闘をおこない10機が未帰還となった。
零戦が帰投すると、入れ替わるようにアメリカ軍のマーチン飛行艇などの偵察機が艦隊に張り付くようになる。スレッドフィンが零戦の護衛を報告し、ミッチャーが零戦の航続距離を考慮した結果ともいわれる。アメリカ軍の記録によれば、8時15分に3機のF6Fヘルキャット索敵隊が大和を発見した。8時23分、別のヘルキャット索敵隊も大和を視認した。このヘルキャット隊は周辺の索敵隊を集め、同時にマーチン飛行艇も監視に加わった。大和は主砲以外の対空兵器で砲撃したが、アメリカ偵察機を追い払うことはできなかった。

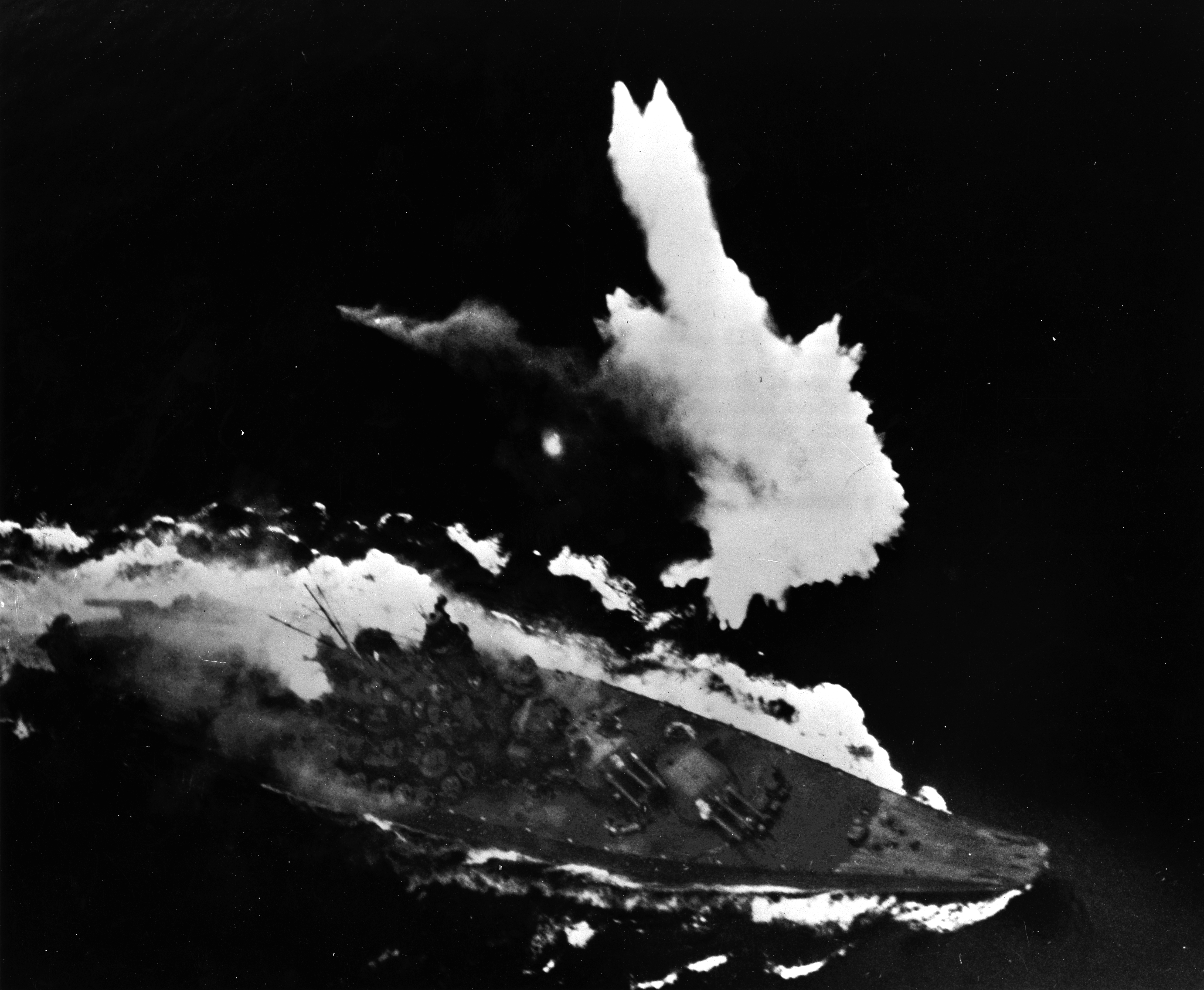
左弦に至近弾の水柱、大和は艦後部から白煙をあげている。

4月7日12時34分、大和は鹿児島県坊ノ岬沖90海里（1海里は1,852m）の地点でアメリカ海軍艦上機を50キロ遠方に認め、射撃を開始した。8分後、空母ベニントンの第82爆撃機中隊（11機）のうちSB2C ヘルダイバー急降下爆撃機4機が艦尾から急降下する。中型爆弾500kg爆弾8発が投下され、アメリカ軍は右舷機銃群、艦橋前方、後部マストへの直撃を主張した。大和は後部指揮所、13号電探、後部副砲の破壊を記録している。後年の海底調査ではその形跡は見られないが、実際には内部が破壊され、砲員生存者は数名だった。前部艦橋も攻撃され、死傷者が出た。また、一発が大和の主砲に当たり、装甲の厚さから跳ね返され、他所で炸裂したという説もある。同時に、後部射撃指揮所（後部艦橋）が破壊された。さらに中甲板で火災が発生、防御指揮所の能村副長は副砲弾庫温度上昇を確認したが、すぐに「油布が燃えた程度」と鎮火の報告が入ったという。建造当初から弱点として問題視された副砲周辺部の命中弾による火災は、沈没時まで消火されずに燃え続けた。実際には攻撃が激しく消火どころではなかったようで、一度小康状態になったものが、その後延焼している。前部中甲板でも火災が発生したとする研究者もいる。清水副砲長は沖縄まで行けるかもしれないと希望を抱いた。
アメリカ軍は戦闘機、爆撃機、雷撃機が大和に対し同時攻撃を行った。複数方向から多数の魚雷が発射される上に、戦闘機と爆撃機に悩まされながらの対処だったため、巨大な大和が完全に回避する事は困難だった。ベニントン隊に続きホーネットの第17爆撃機中隊（ロバート・ウォード中佐）が大和を攻撃した。艦首、前部艦橋、煙突後方への直撃弾を主張し、写真も残っている。12時40分、ホーネット (CV-12) の第17雷撃機中隊8機が大和を雷撃し、魚雷4本命中を主張した。「軍艦大和戦闘詳報」では12時45分、左舷前部に1本命中である。戦後の米軍対日技術調査団に対し、森下参謀長、能村副長、清水副砲術長は爆弾4発、宮本砲術参謀は爆弾3発の命中と証言。魚雷については、宮本砲術参謀は3本、能村副長は4本、森下参謀長は2本、清水福砲術長は3本（全員左舷）と証言した。これを受けて、アメリカ海軍情報部は艦中央部左舷に魚雷2本命中と推定、アメリカ軍攻撃隊は魚雷命中8本、爆弾命中5発と主張し「風評通りに極めてタフなフネだった」と述べている。大和では主要防御区画内への浸水で左舷外側機械室が浸水を起こし、第八罐室が運転不能となっていた。左舷に5度傾斜するも、これは右舷への注水で回復した。
13時2分、第二波攻撃が始まった。アメリカ軍攻撃隊94機中、大和に59機が向かった。第83戦闘爆撃機中隊・雷撃機中隊が攻撃を開始。雷撃隊搭乗員は、大和が主砲を発射したと証言している。射撃指揮所勤務兵も、砲術長が艦長の許可を得ずに発砲したと証言するが、発砲しなかったという反論もある。いずれにせよアメリカ軍機の阻止には至らず、エセックスの攻撃隊が大和の艦尾から急降下し、爆弾命中によりマストを倒した。さらに直撃弾と火災により、大和からアメリカ軍機を確認することが困難となった。アメリカ軍機は攻勢を強め、エセックスの雷撃隊（ホワイト少佐）が大和の左右から同時雷撃を行い、9本の魚雷命中を主張した。バターンの雷撃隊（ハロルド・マッザ少佐）9機は全発射魚雷命中、もしくは4本命中確実を主張した。バンカーヒルの雷撃隊（チャールス・スワッソン少佐）は13本を発射し、9本命中を主張した。キャボットの雷撃隊（ジャック・アンダーソン大尉）は、大和の右舷に照準を定めたが進行方向を間違えていたので、実際には左舷を攻撃した。魚雷4本の命中を主張し、これで第一波、第二波攻撃隊が大和に命中させた魚雷は29本となった。これは雷撃隊が同時攻撃をかけたため、戦果を誤認したものと考えられる。

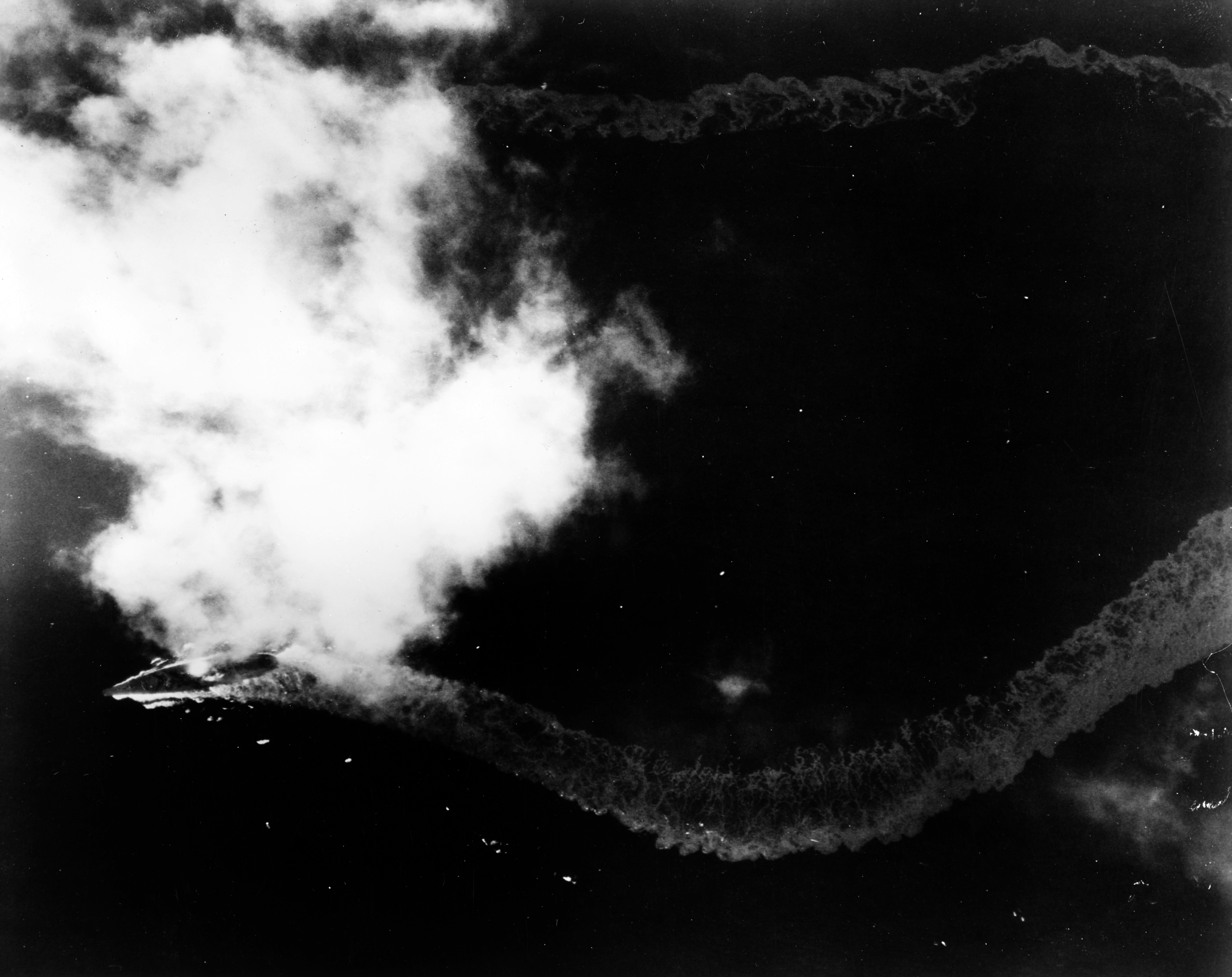
「決戦海面を真南とす」旗旒信号を掲げ、攻撃機92機による爆弾63発、航空魚雷52本の集中攻撃に耐え、なお沖縄への意志を示す大和

大和の防空指揮所にいた塚本高夫艦長伝令、渡辺志郎見張長はアメリカ軍が見た事のない激しい波状攻撃を行ったと証言している。宮本砲術参謀は右舷に魚雷2本命中したとする。大和の速力は18ノットに落ち、左舷に15度傾いた。左舷側区画は大量に浸水し、右舷への注水でかろうじて傾斜は回復したが、もはや限界に達しようとしていた。左舷高角砲発令所（左舷副砲塔跡）が全滅し、甲板の対空火器が減殺された。

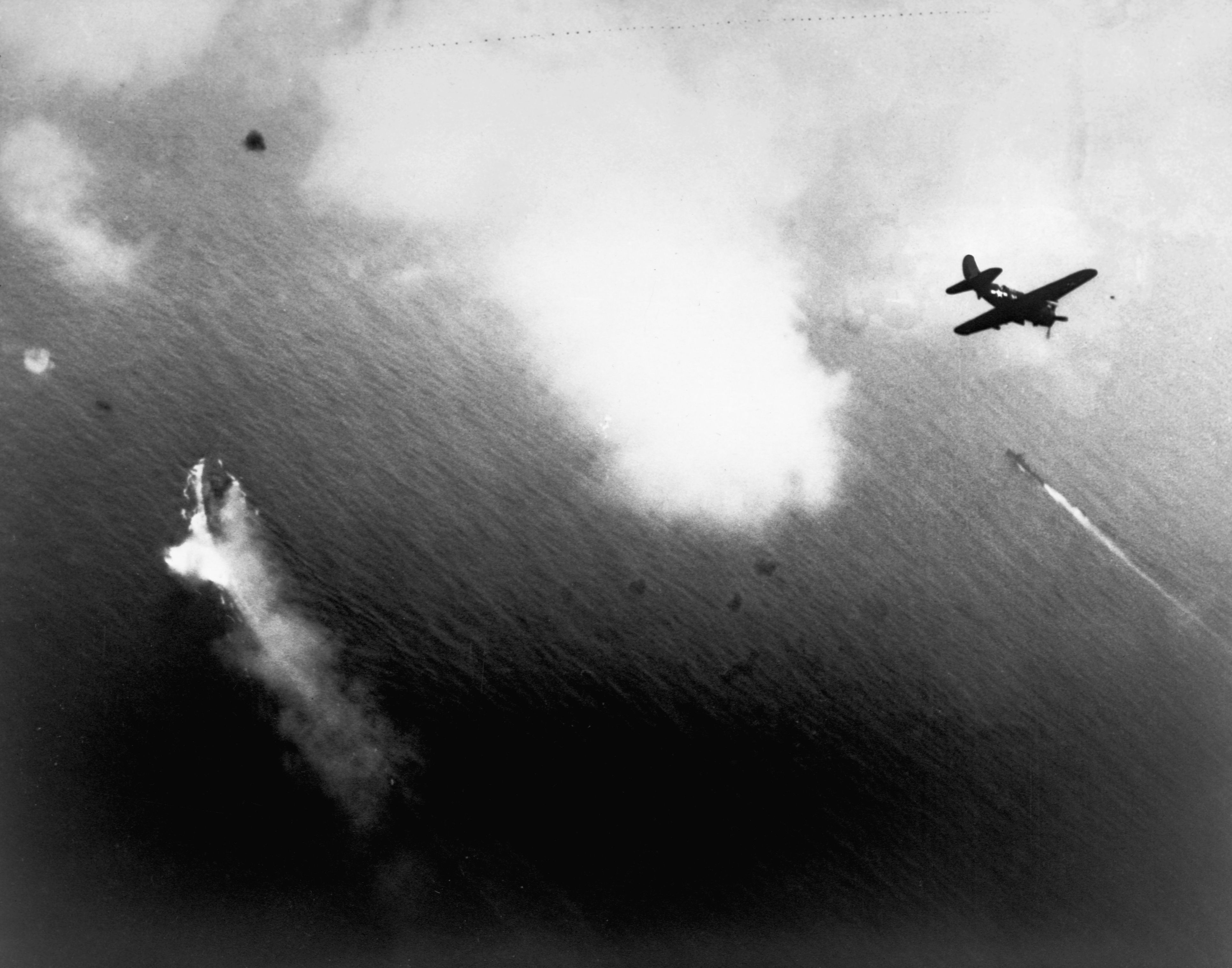
高速で転舵しつつ攻撃を回避する大和。右方は雪風 。上空には攻撃の機をうかがうカーチスSB2Cヘルダイバーの姿がある。画面にも薄く雲が見えているが、この日は全天に雲が低く垂れ込め、対空射撃は困難をきわめた。アメリカ軍機は雲の切れ間より襲いかかり、すぐにまた雲間に退避した。大和はこの特攻出撃でヘルダイバーの急降下爆撃により、多数の1000ポンド爆弾の命中を受けている。

13時25分、通信施設が破壊された大和は初霜に通信代行を発令した。

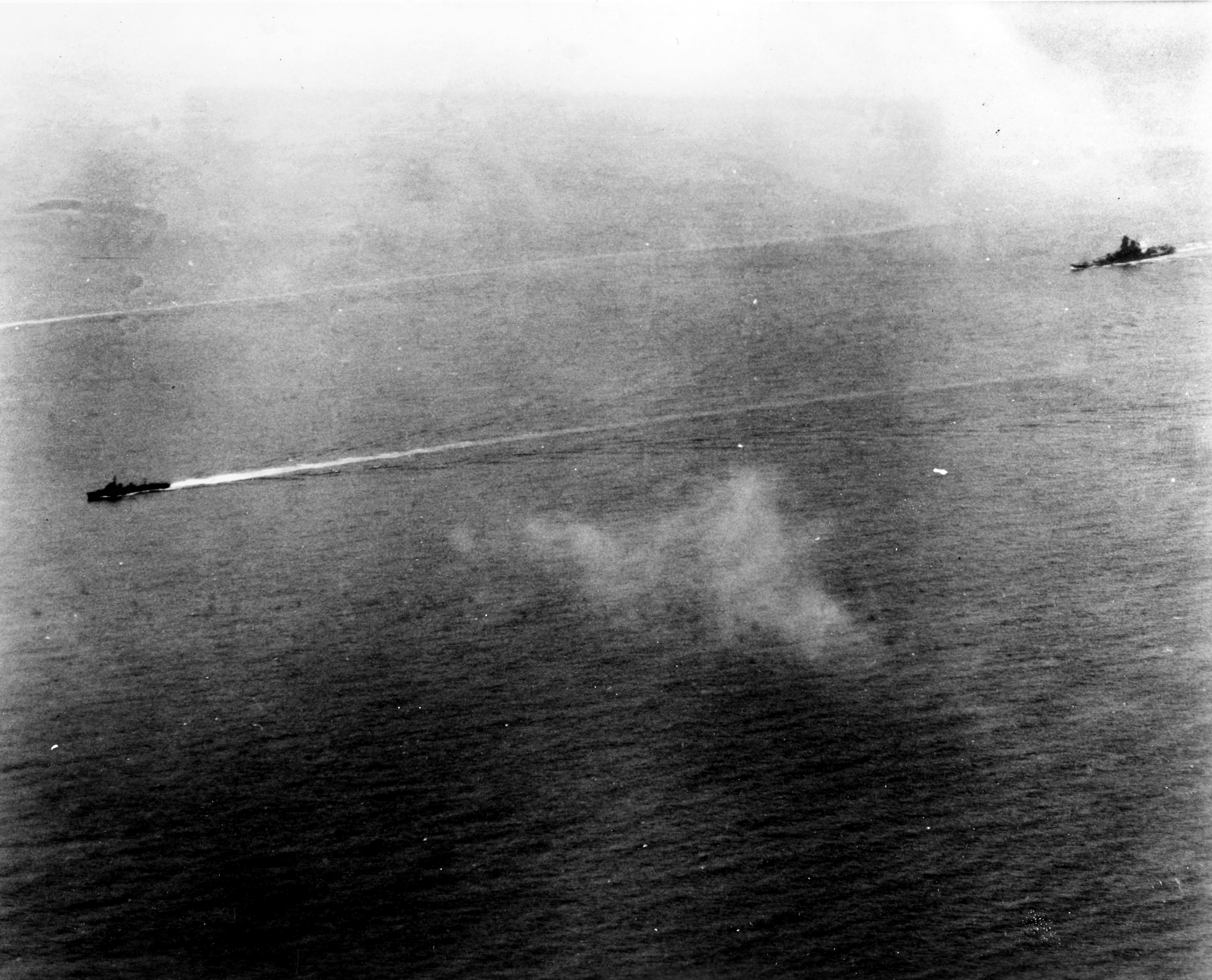
被弾して左舷に傾きながら航行する大和。（写真右）。この後、空母ヨークタウン艦載機による魚雷攻撃を受け、速力は10〜15ノットに落ちた。随動して大和を守るのは先航する冬月（写真奥の航跡）と雪風(写真左) 。

13時30分、イントレピッド、ヨークタウン、ラングレーの攻撃隊105機が大和の上空に到着した。13時42分、ホーネット、イントレピッドの第10戦闘爆撃機中隊4機は、1000ポンド爆弾1発命中・2発至近弾、第10急降下爆撃機中隊14機は、雷撃機隊12機と共同して右舷に魚雷2本、左舷に魚雷3本、爆弾27発命中を主張した。この頃、上空の視界が良くなったという。

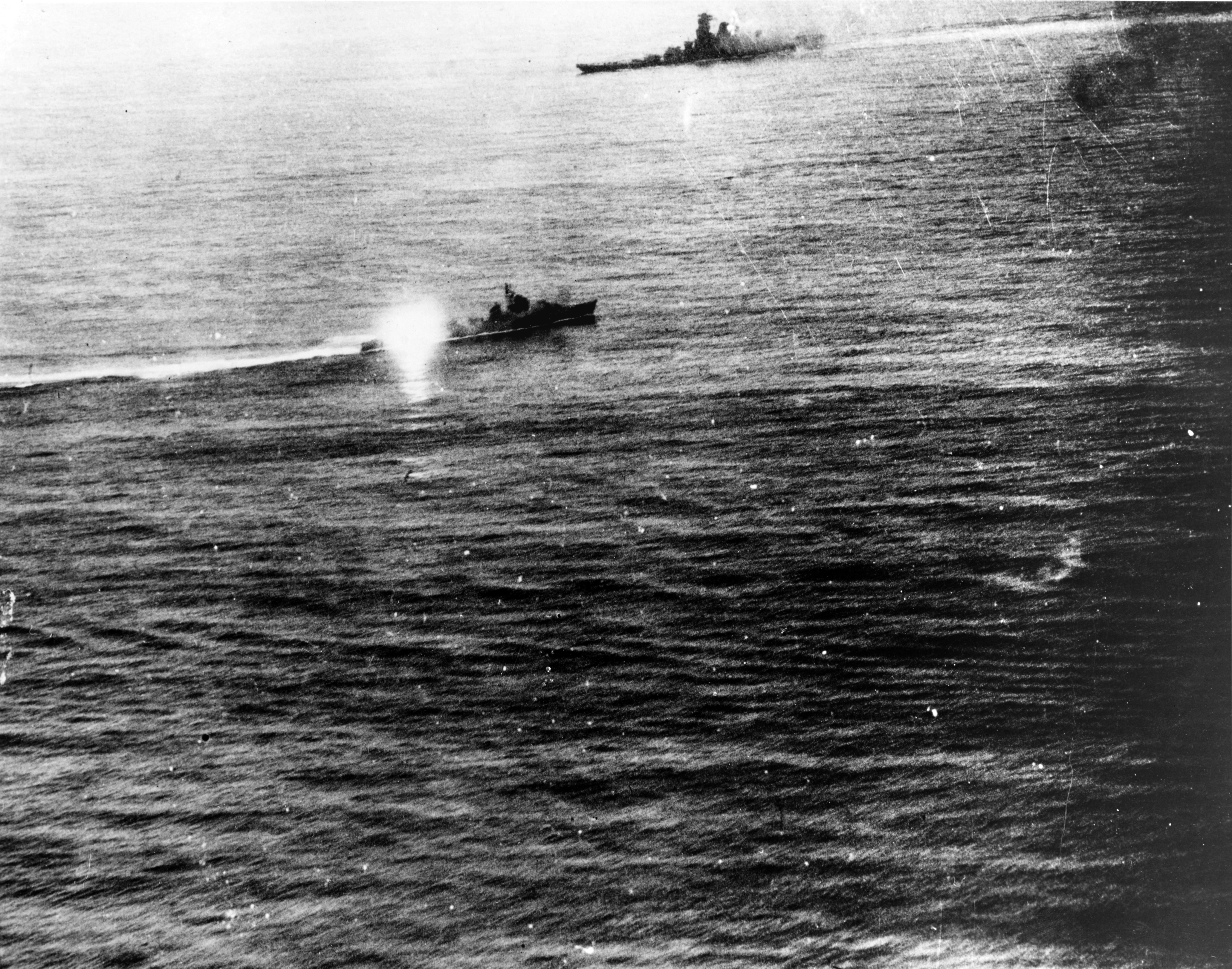
大和は複数の直撃弾によって艦首側が下がり速度も落ちている。護衛の駆逐艦冬月が10cm対空砲を発射している。

大和は多数の爆弾の直撃を受け、艦内では火災が発生した。大和の艦上では、爆弾の直撃やアメリカ軍戦闘機の機銃掃射、ロケット弾攻撃により、対空兵器が破壊されて死傷者が続出する。水面下では、アメリカ軍の高性能爆薬を搭載した魚雷が左舷に多数命中した結果、復元性の喪失と操艦不能を起こした。「いったい何本の魚雷が命中してるかわからなかった」という証言があるほどである。後部注排水制御室の破壊により注排水が困難となって状況は悪化した。船体の傾斜が5度になると主砲、10度で副砲、15度で高角砲が射撃不能となった。また13時30分に副舵が故障し、一時的に舵を切った状態で固定され、直進ないし左旋回のみしか出来なくなった。このことに関して、傾斜を食い止めるために意図的に左旋回ばかりしていたと錯覚する生存者もいる。また、大和が左舷に傾斜したため右旋回が出来なくなったとする見方もある。船舶は旋回すると、旋回方向と反対側に傾斜する性質があり、左傾斜した大和が右旋回すると左に大傾斜して転覆しかねなかったという。これらのことにより、アメリカ軍は容易に大和に魚雷を命中させられるようになったが、15分後に副舵は中央に固定された。左舷にばかり魚雷が命中していることを懸念した森下参謀長が右舷に魚雷をあてることを提案したが、もはやその余裕もなく、実行されずに終わった。
また、傾斜復旧のために右舷の外側機械室と3つのボイラー室に注水命令が出されているが、機械室・ボイラー室は、それぞれの床下にある冷却用の配管を人力で壊して浸水させる必要があり、生存者もいないため実際に操作されたかどうかは不明である。しかしながら14時過ぎには艦の傾斜はおおむね復旧されていたのも事実である。
14時、注排水指揮所との連絡が途絶し、舵操舵室が浸水で全滅した。大和の有賀艦長は最期を悟り、艦を北に向けようとしたが、大和は既に操艦不能状態だった。大和は艦橋に「我レ舵故障」の旗流を揚げた。14時15分、警報ブザーが鳴り、全弾薬庫に温度上昇を示す赤ランプがついたが、もはや対処する人員も時間もなかった。護衛駆逐艦からは航行する大和の右舷艦腹が海面上に露出し、左舷甲板が海面に洗われるのが見えた。
大和への最後のとどめになった攻撃は、空母ヨークタウンの第9雷撃機中隊TBF アベンジャー6機による右舷後部への魚雷攻撃であった。14時10分、トム・ステットソン大尉は左舷に傾いたため露出した大和の艦底を狙うべく、大和の右舷から接近した。雷撃機後部搭乗員は、艦底に魚雷を直撃させるために機上で魚雷深度を3mから6mに変更した。4機が魚雷を投下、右舷に魚雷2-4本命中を主張する。やや遅れて攻撃した2機は右舷に1本、左舷後部に1本の命中を主張した。後部への魚雷は、空母ラングレー隊の可能性もある。
この魚雷の命中は、大和の乗員にも印象的に記憶されている。艦橋でも「今の魚雷は見えなかった…」という士官の報告がある。三笠逸男（一番副砲砲員長）は、「4機編隊が攻めてきて魚雷が当たった。艦がガーンと傾きはじめた」と証言している。黒田吉郎砲術長は「右舷前部と左舷中央から大水柱があがり、艦橋最上部まで伝わってきた。右舷に命中したに違いない」と証言した。坂本一郎測的手は「最後の魚雷が致命傷となって、船体がグーンと沈んだ」と述べた。呉海事博物館の映像では、5本の魚雷が投下されたが回避することが出来ないので有賀艦長は何も言わずに命中するまで魚雷を見つめていたという生存者の証言が上映されている。
このように14時17分まで、大和はアメリカ軍の航空隊386機（戦闘機180機・爆撃機75機・雷撃機131機）もしくは367機による波状攻撃を受けた。戦闘機も全機爆弾とロケット弾を装備し、機銃掃射も加わって、大和の対空火力を破壊した。ただし艦隊の上空に到達して攻撃に参加したのは309機。その中から大和を直接攻撃したのは117機（急降下爆撃機37、戦闘機15機、戦闘爆撃機5機、雷撃機60機）である。
『軍艦大和戦闘詳報』による大和の主な被害状況は以下のとおり。ただし、「大和被害経過資料不足ニテ詳細不明」との注がある。また大和を護衛していた第二水雷戦隊が提出した戦闘詳報の被害図や魚雷命中の順番とも一致しない。例えば第二水雷戦隊は右舷に命中した魚雷は4番目に命中と記録している。
最後の複数の魚雷が大和の右舷に命中してからは20度、30度、50度と急激に傾斜が増した。能村副長は防御指揮所から第二艦橋へ上がると有賀艦長に総員最上甲板を進言し、森下参謀長も同意見を述べた。伊藤長官は森下参謀長と握手すると、全員の挙手に答えながら、第一艦橋下の長官休憩室に去った。森下参謀長は第二艦隊幕僚達に対し、駆逐艦に移乗したのち沖縄へ先行突入する事を命じ、自身は大和を操艦するため艦橋に残った。有賀艦長は号令機で「総員最上甲板」を告げたが、すでに大和は左舷に大傾斜して赤い艦腹があらわになっていた。このため、脱出が間に合わず艦内に閉じ込められて戦死した者が多数いた。有賀艦長は羅針儀をつかんだまま海中に没した。第一艦橋では、茂木史朗航海長と花田中尉が羅針儀に身体を固定し、森下参謀長が若手将兵を脱出させていた。昭和天皇の写真（御真影）は主砲発令所にあって第九分隊長が責任を負っていたので、同分隊長服部海軍大尉が御真影を私室に捧持して鍵をかけた。一方、艦橋測的所の伝令だった北川氏の証言によれば、腰まで海水に浸かり脱出不能となった主砲発令所で中村中尉が御真影を腹に巻いているという報告があったのちに連絡が途絶えたとされる。

### 沈没
14時20分、大和はゆっくりと横転していった。艦橋頂上の射撃指揮所配置の村田元輝大尉や小林健(修正手)は、指揮所を出ると、すぐ目の前が海面だったと証言している。右舷外側のスクリューは最後まで動いていた。左舷の高角砲も半ば海水に浸かり、砲身を上下させる隙間から乗員が外に出た。艦橋周囲の手すりには乗員が鈴なりにぶら下がっていた。14時23分、上空のアメリカ軍攻撃隊指揮官達は大和の完全な転覆を確認する。「お椀をひっくりかえすように横転した」という目撃談がある。

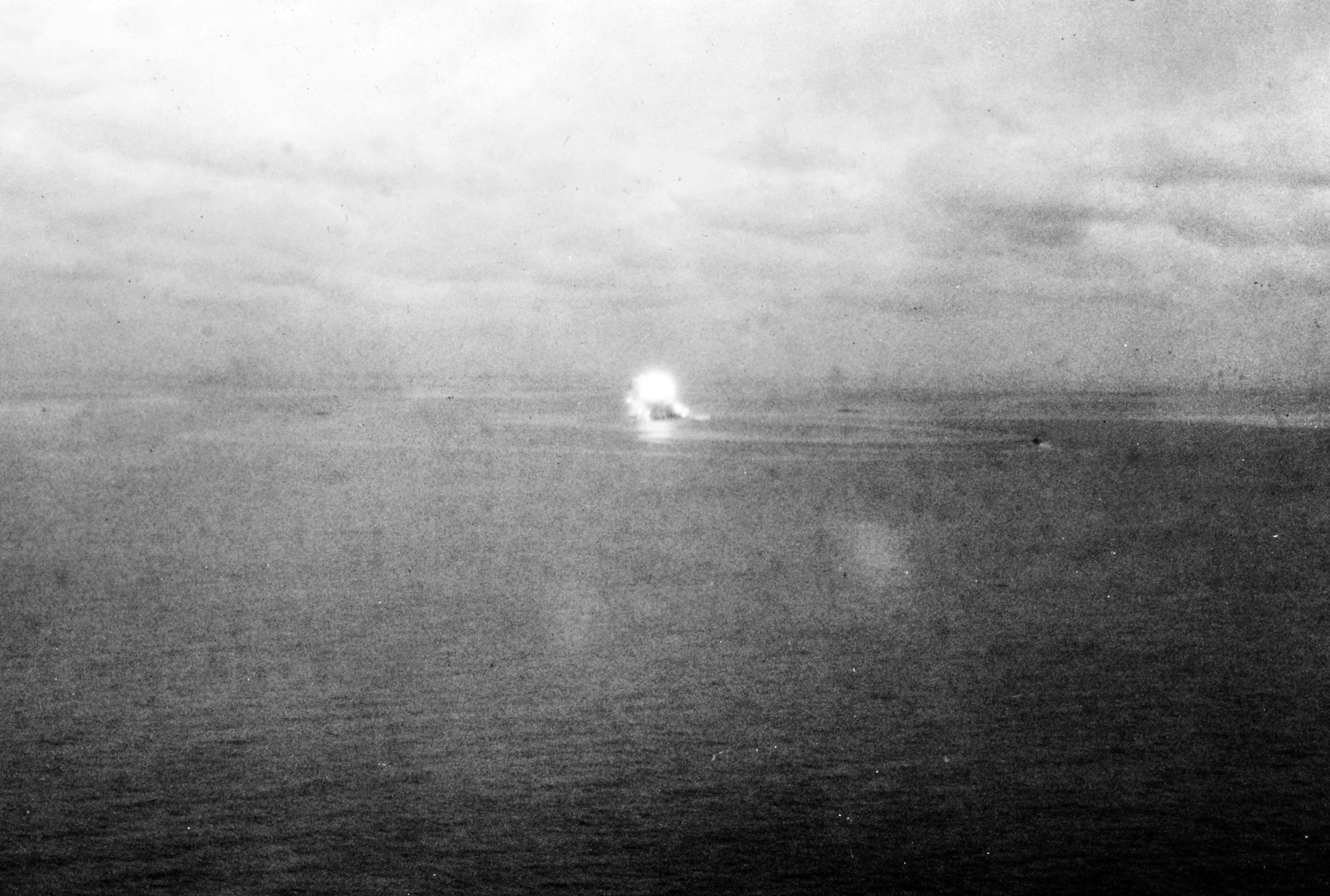
転覆した際、搭載する弾薬が誘爆し、大和は船体を三つに折り海中に没した。なおこれが船体を確認できる最後の媒体である。

大和は直後に大爆発を起こし、船体が3つに分断されて海底に沈んだ。

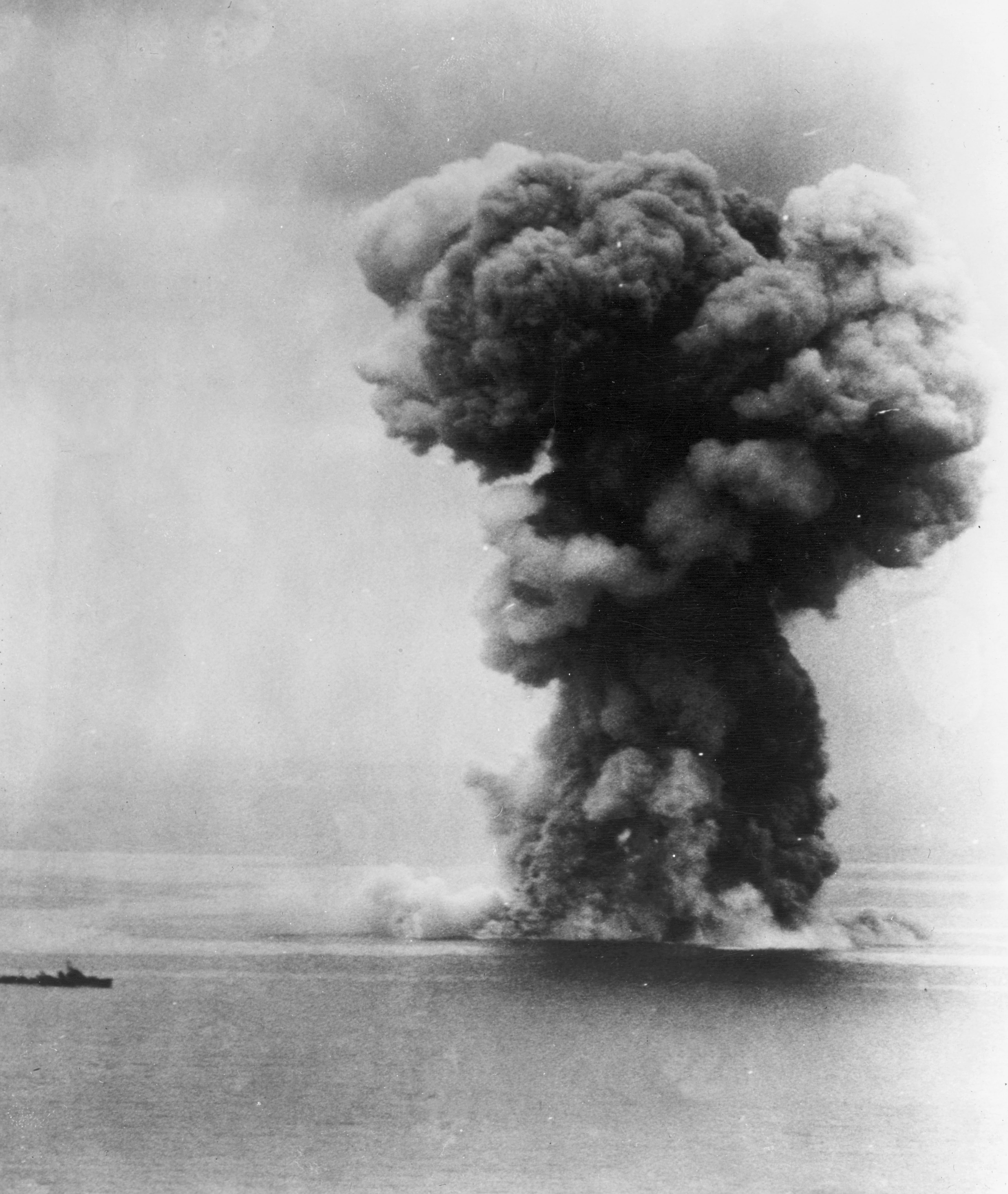
大和の最期。大和が沈没しても、なお沖縄突入の意気を失わない駆逐艦の艦長もいたが、伊藤長官が大和沈没直前に作戦の中止、及び残存艦による沈没艦の兵員救助活動後、佐世保に帰投せよとの命令を出していたため、沖縄に到達する艦はなかった。

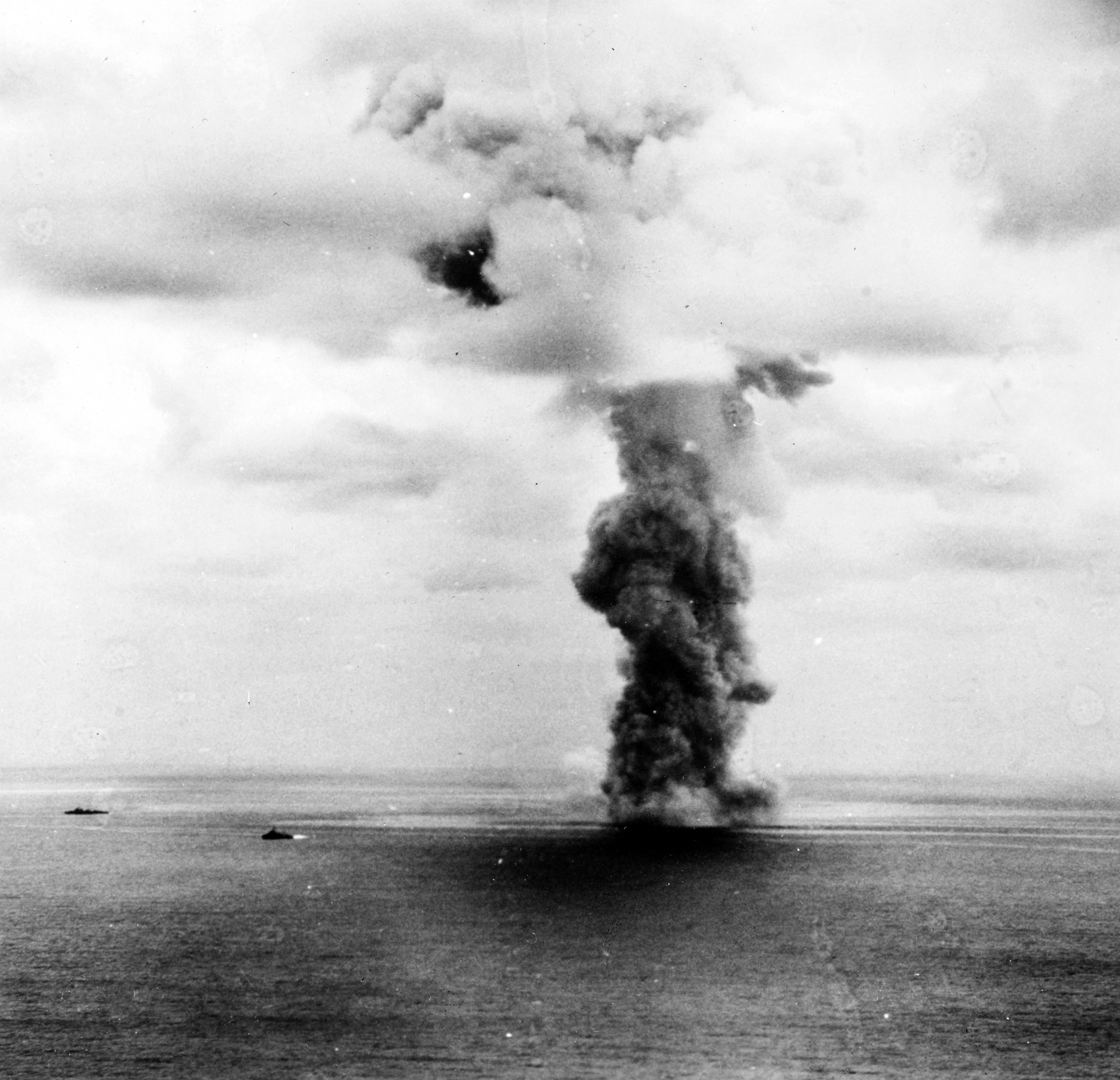
沈没へ。進水から永眠まで4年と8ヶ月、計1704日間の艦歴であった。

大和の沈没時刻について「軍艦大和戦闘詳報」と「第17駆逐隊戦時日誌」では14時23分、初霜の電文を元にした「第二水雷戦隊戦闘詳報」は14時17分と記録している。爆発によって吹き飛ばされた破片は海面の生存者の上に降り注ぎ、それによって命を落とした生存者も少なくなかった。
所在先任指揮官吉田正義大佐（冬月、第四一駆逐隊）は、沖縄突入より生存者の救助を命じた。軽巡矢矧から脱出後、17時20分に初霜に救助された古村啓蔵少将は一時作戦続行を図って暗号を組んでいたものの、結局は生存者を救助のうえ帰途についた。
14時50分、冬月と雪風が駆けつけ、甲板から垂らしたロープや縄梯子、短艇（内火艇）を使って大和の生存者の救助を開始した。冬月は艦橋から望遠鏡で海上を探索し、2隻の内火艇に指示を出して救助を進めた。森下参謀長、石田第二艦隊副官は冬月の内火艇に発見され救助された。
頭頂部に裂傷を負った能村副長は、森下参謀長から少し離れた海上を漂っていた。副長補佐の国本中尉が「副長ここにあり」と周囲の生存者を呼び集め、負傷者を中心に輪になって救助を待つと、雪風がボート（内火艇）を下して能村副長ら負傷者の救助を始めた。元気な者は縄梯子で甲板に上り、国本中尉は雪風の負傷兵と交代して配置についた。小林修正手も彼を救助した雪風が2隻の内火艇を降ろして、重傷を負って殆ど口と鼻だけ水面に出して浮いている兵や、体力を完全に使い果たし自力では動けない兵などを救助していたのを目撃している。能村副長は漂流中に意識を失い、雪風の水兵が一所懸命気付の張り手を加えても覚醒しなかった。大佐の襟章も重油で汚れていて本人確認が難しく、気絶したまま雪風軍医長の縫合を受けて生還した。
冬月、雪風による大和の救助作業は16時半頃に切り上げられた。雪風艦上では救助切り上げ、ボートの回収を命令した駆逐艦長に対して大和の士官が「まだ生存者が残っている」と救助の継続を訴えたが、日没が近くなり潜水艦の行動が活発化する恐れがあったこと、損傷艦を救援する作業が控えていたことから、そこで打ち切られた。冬月は霞、矢矧の救助を行った後、涼月の探索のため19時2分に先行して海域を離れ、雪風は矢矧の救助後、23時頃まで磯風の救援に当たった。冬月は潜水艦の追跡を受け、同じく雪風は潜水艦から雷撃されたが、両艦とも被害はなく、4月8日午前、救助した大和の生存者と共に佐世保に入港した。
大和では伊藤整一第二艦隊司令長官（戦死後大将）、有賀艦長（同中将）以下2,740名が戦死、生存者269名または276名、第二水雷戦隊戦闘詳報によれば、準士官以上23名・下士官兵246名、第二艦隊司令部4名・下士官兵3名であった。
うまく沖縄本島に上陸できれば乗組員の給料や物資買い入れ金なども必要とされるため、現金51万805円3銭が用意されていた（2006年の価値に換算して9億3000万円ほど）。大和を含めた各艦の用意金額は不明だが、少なくとも浜風に約14万円が用意され、同艦轟沈により亡失したことが記録されている。
4月9日、朝日新聞は一面で「沖縄周辺の敵中へ突撃/戦艦始め空水全軍特攻隊」と報道したが、大和の名前も詳細も明らかにされることはなかった。
大和沈没の報は親任式中の鈴木貫太郎首相ら内閣一同に伝えられ、敗戦が現実のものとして認識されたという。同様の感想は、大和の沈没を目撃したアメリカ軍搭乗員も抱いている。終戦後の1945年（昭和20年）8月31日、戦艦4隻（山城、武蔵、扶桑、大和）、空母4隻（翔鶴、信濃、瑞鶴、大鳳）は帝国軍艦籍から除籍された。
4月30日、昭和天皇は米内海軍大臣に「天号作戦ニ於ケル大和以下ノ使用法不適当ナルヤ否ヤ」と尋ねた。海軍は「当時の燃料事情及練度 作戦準備等よりして、突入作戦は過早にして 航空作戦とも吻合せしむる点に於て 計画準備周到を欠き 非常に窮屈なる計画に堕したる嫌あり 作戦指導は適切なりとは称し難かるべし」との結論を出した。
12月9日、GHQは日本放送協会ラジオ第1放送・第2放送を通じて『眞相はかうだ』の放送を開始、この中で大和の沈没を『世界最大のわが戦艦大和と武蔵の最後についてお知らせ下さい』という題で放送した。アメリカ軍の認識であるため、大和は排水量4万5000トンの戦艦として紹介されている。

### 沈没要因
大和が爆発した際の火柱やキノコ雲は、鹿児島からでも確認できたという。また、徳之島から見えたという伝承がある。
爆発は船体の分断箇所と脱落した主砲塔の損傷の程度より、2番主砲塔の火薬庫が誘爆したためとされる。アメリカ軍と森下参謀長、清水副砲術長は後部副砲の火災が三番主砲弾薬庫の誘爆に繋がったと推論したが、転覆直後に爆発している点などをふまえ、大和転覆による爆発とする説のほうが有力である。能村副長は「主砲弾の自爆」という表現を使っている。戦後の海底調査で、艦尾から70mの艦底（機関部）にも30mほどの大きな損傷穴があることが判明している。これはボイラーが蒸気爆発を起こした可能性が高いとされるが、三番主砲弾薬庫の爆発によるものであるとする報告もある。
同型艦の武蔵が魚雷20本以上・爆弾20発近くを被弾しながら9時間程耐えたのに比べ、大和は2時間近くの戦闘で沈没した。いささか早く沈んだ印象があるが、これは被弾魚雷の内1本（日本側記録では7本目）を除いては全て左舷に集中した、低い雲に視界を遮られて大和側から敵機の視認が困難を極めた、武蔵に比べアメリカ軍の攻撃に間断がなく、さらにレイテ沖海戦の時よりも攻撃目標艦も限られていたなど、日本側にとって悪条件が重なっていた。また有賀艦長は1944年（昭和19年）12月に着任、茂木航海長（前任、戦艦榛名）は出撃の半月前の着任である。新任航海長や、小型艦の艦長や司令官として経験を積んだ有賀艦長が巨艦・大和の操艦に慣れていなかった事が多数の被弾に繋がったという指摘もある。1945年（昭和20年）以降の大和は燃料不足のため、満足な訓練もできなかった。有賀艦長も海兵同期の古村第二水雷戦隊司令官に、燃料不足のため主砲訓練まで制限しなければならない窮状を訴えている。これに対し、大和操艦の名手と多くの乗組員が賞賛する森下参謀長は「大和のような巨艦では敏速な回避は難しく、多数の航空機を完全回避することは最も苦手」と語っている。航海士の山森も、沖縄特攻時のアメリカ軍攻撃の前では、森下の技量でも同じだったとした。その一方で、森下参謀長ならば沖縄まで行けたかもしれないと述べる意見もある。
アメリカ軍航空隊は武蔵一隻を撃沈するのに5時間以上もかかり手間取った点を重視し、大和型戦艦の攻略法を考えていたという。その方法とは、片舷の対空装備をロケット弾や急降下爆撃、機銃掃射でなぎ払った後、その側に魚雷を集中させて横転させようというものだった。だが、意図的に左舷を狙ったというアメリカ軍記録や証言は現在のところ発見されていない。
さらに、アメリカ軍艦載機が提出した戦果報告と日本側の戦闘詳報による被弾数には大きな食い違いがある。艦の被害報告を受けていた能村副長（艦橋司令塔・防御指揮所）は魚雷命中12本と回想。中尾（中尉、高射長付。艦橋最上部・防空指揮所）は魚雷14本。戦闘詳報では、魚雷10本・爆弾7発。アメリカ軍戦略調査団は、日本側資料を参考に魚雷10本、爆弾5発。アメリカ軍飛行隊の戦闘報告では、367機出撃中最低117機（戦闘機ヘルキャット15機、戦闘機コルセア5機、急降下爆撃機ヘルダイバー 37機、雷撃機アベンジャー60機）が大和を攻撃し、魚雷30-35本、爆弾38発が命中したと主張。第58任務部隊は魚雷13-14本確実、爆弾5発確実と結論づけている。アメリカ軍の戦闘記録を分析した原勝洋は、日本側の戦闘詳報だけでなく、アメリカ軍記録との照合による通説の書き換えが必要だと述べた。アメリカ軍の被害は6機が墜落、5機が帰還後に破棄、47機が被弾した。
自らの言葉によって大和特攻を招いたとされる昭和天皇だが、『昭和天皇実録』には記されていないものの『昭和天皇独白録』には、知ってか知らずか、沖縄戦を振り返る中で「とっておきの大和をこの際出動させた、之も飛行機の連絡なしで出したものだから失敗した」「作戦不一致、全く馬鹿馬鹿しい戦闘であった」と述べたことが記されている。

## 戦後

### 記念碑他
呉市の旧海軍墓地（長迫公園）に「戦艦大和戦死者之碑」がある。大和が建造された旧呉海軍工廠（現在はジャパン マリンユナイテッド）のドックを望む歴史の見える丘にも艦橋の高さの1/10の記念碑が設立された。徳之島にも戦艦大和慰霊塔が建立されている（塔の高さは艦橋の高さと同じ）。建造されたドックは埋め立てられているが、機密保持のために設けられた屋根はそのまま残されている。修繕に使用された北側のドックは、2017年現在も稼働中である。

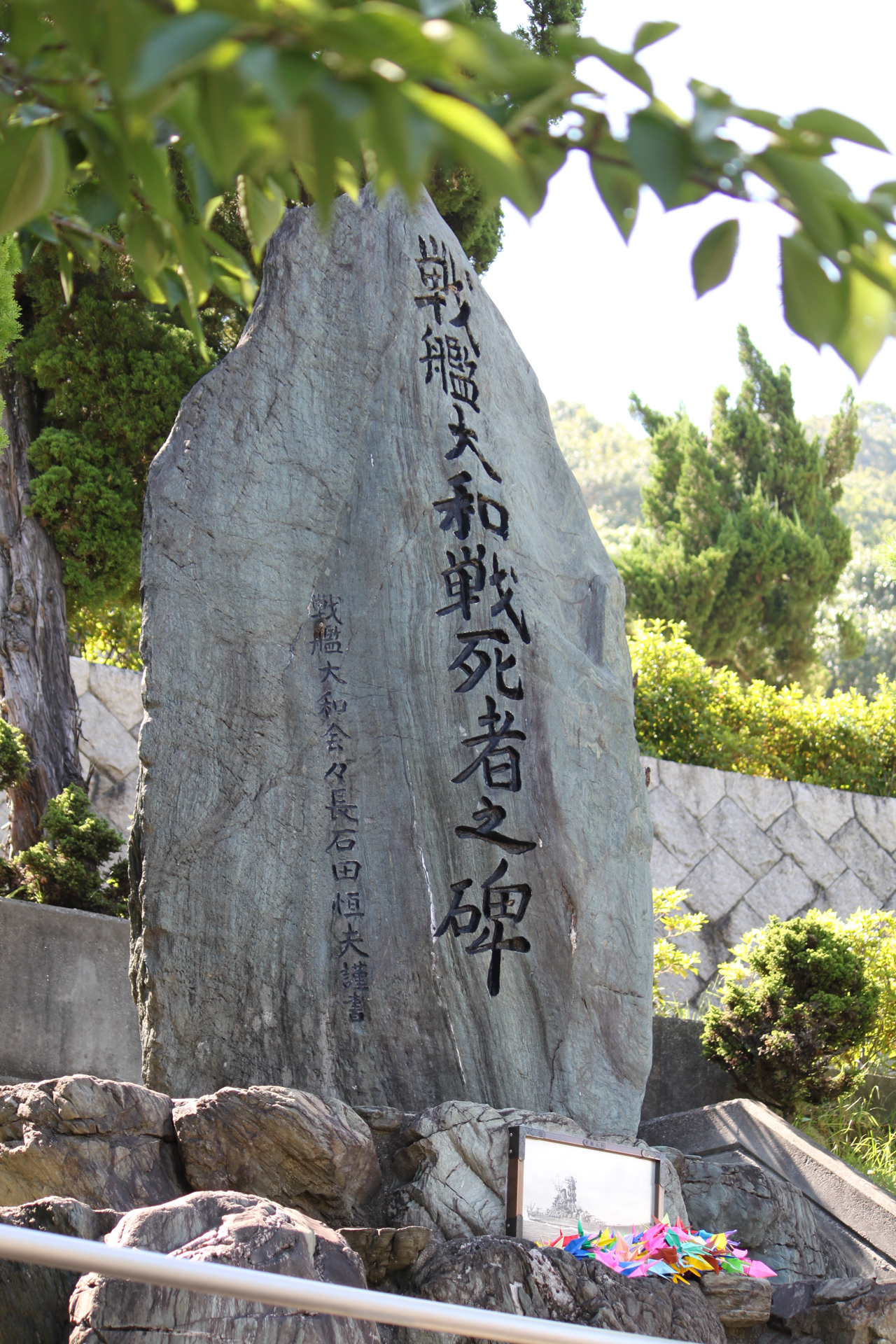
広島県呉市長迫公園内の戦艦大和戦死者之碑
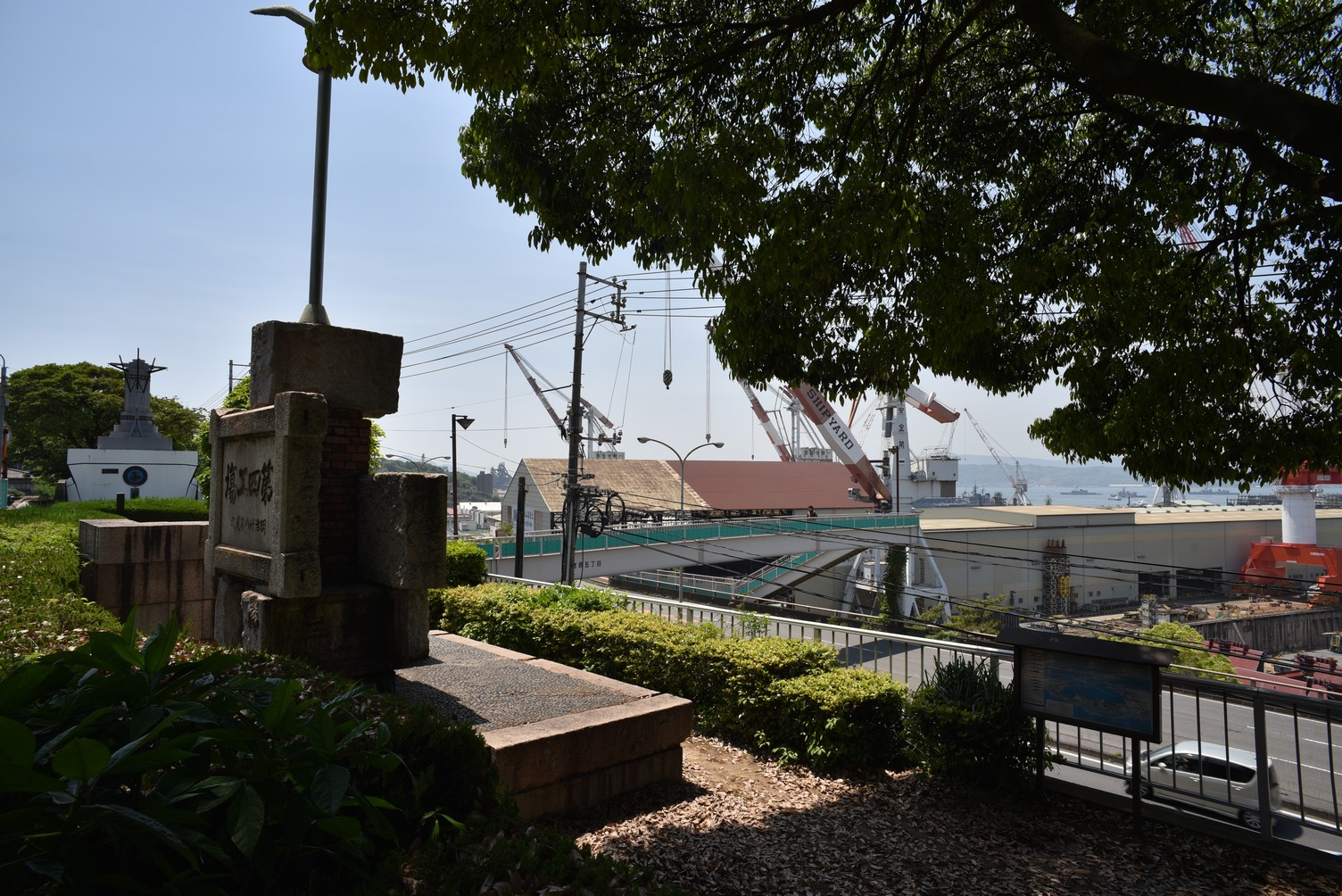
広島県呉市歴史の見える丘。左奥が噫戦艦大和塔。
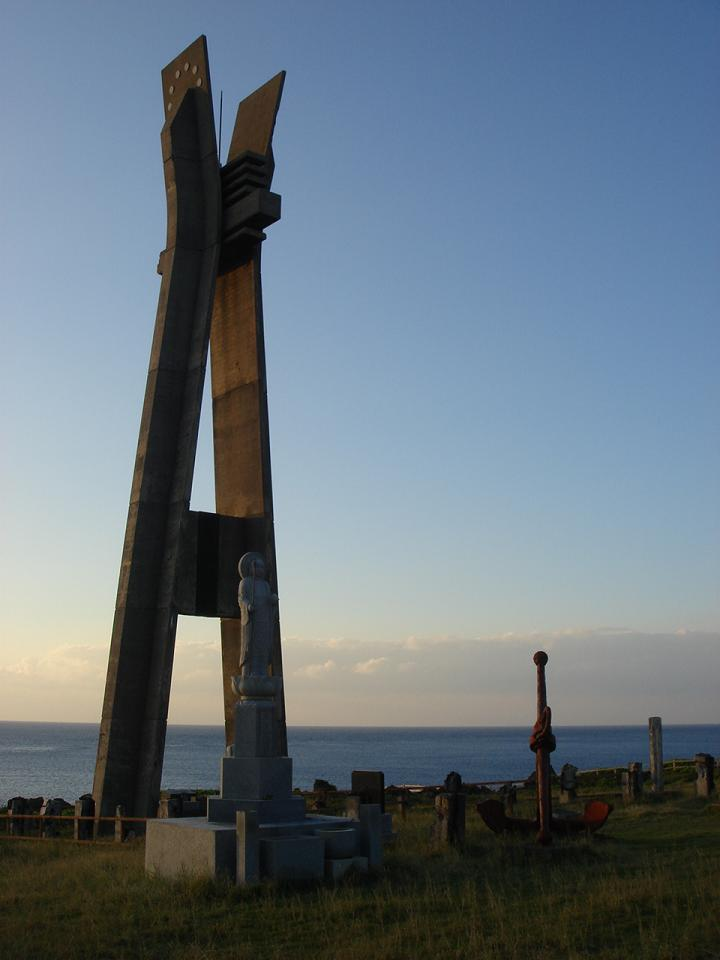
鹿児島県徳之島、伊仙町犬田布岬にある戦艦大和慰霊塔
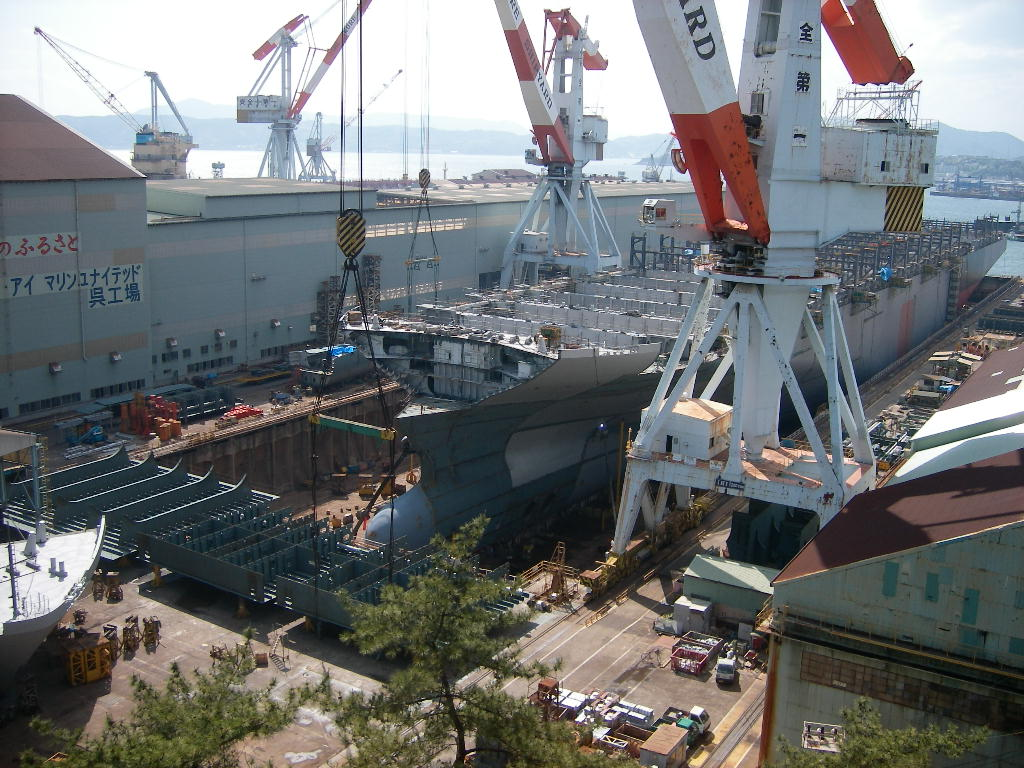
広島県呉市。左側が大和建設時のドック屋根。
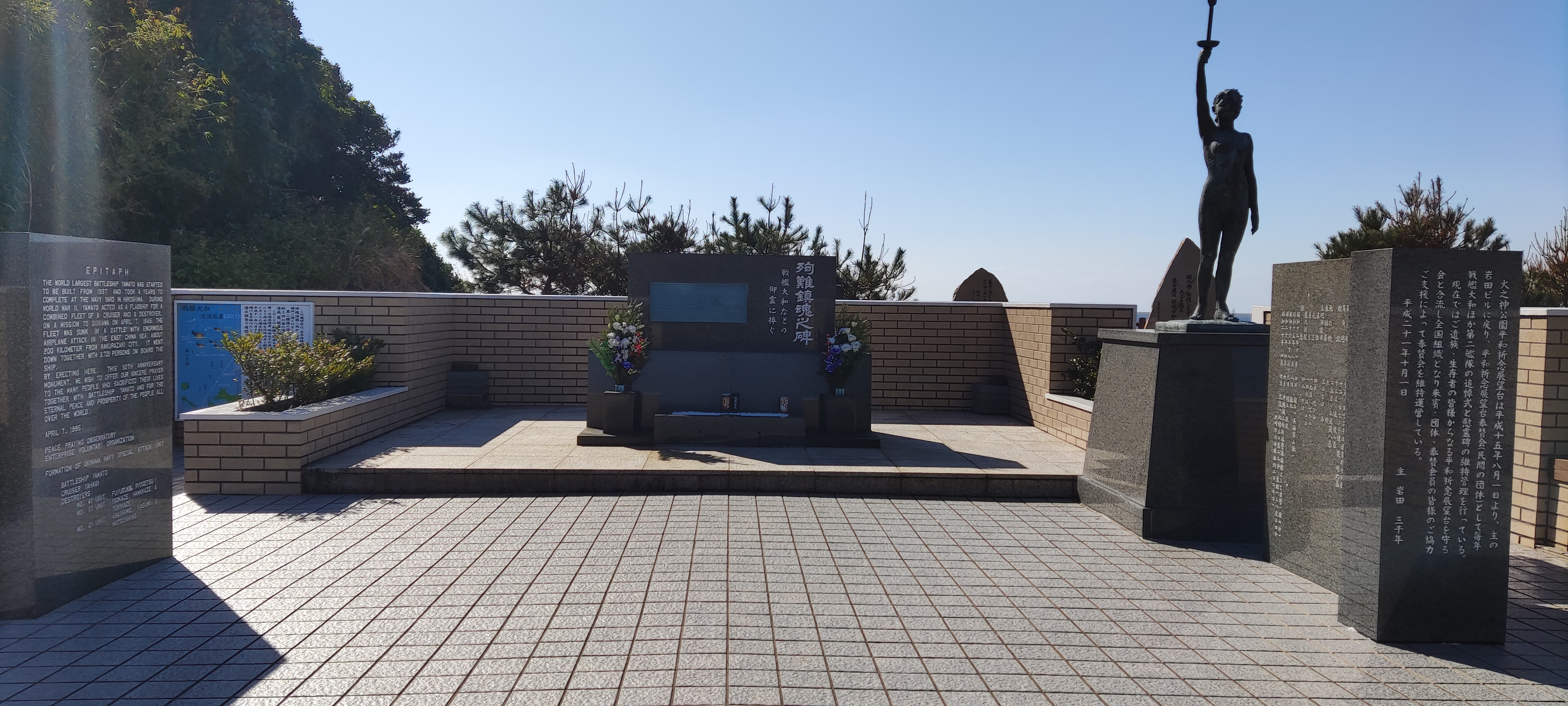
鹿児島県枕崎市火之守岬町125平和祈念展望台最上部

### 海底調査
戦闘詳報による大和の沈没地点は北緯30度22分 東経128度04分 / 北緯30.367度 東経128.067度。だが実際の大和は、北緯30度43分 東経128度04分 / 北緯30.717度 東経128.067度、長崎県の男女群島女島南方176km、鹿児島県の宇治群島宇治向島西方144km、水深345mの地点に沈んでいる。
戦後4回の海底探査が行われている。1982年の探査で最初に大和と思われる船体が発見された。様々な資料を検討して沈没点を推定し、広範囲の海底スキャンが行われた。その結果、通常見られる海底の起伏地形とは異なる反応を得た。引き続き無人探査機を降ろして海底の探査を行ったが、沈船らしき映像が写ったものの途中から天候が悪化したためにその船体が大和かどうか確認できないまま調査を終了している。また、海底の物体の全長が大和と比較して明らかに短いことも指摘されていた。
1985年（昭和60年）、戦後40年目の節目ということもあり、大和の発見を目指して「海の墓標委員会」が組織され有人海底探査船が同年7月29日より開始された。探査には大和会や遺族会、民間企業の出資で行われた。探査船はイギリスから空輸された3人乗りの「パイセスII」が使用された。7月29日より調査が開始され7月30日には大和の巨大な艦尾とスクリューが確認された。7月31日に主砲弾や艦首部分の菊の紋章が発見され、その直径を測定することで沈没船が大和であると確定された。同日中に艦橋や艦の前半部分も発見されたが、船体が大きく2分割されていることや主砲塔がすべて脱落していることも判明した。この探査ではパイセスIIが把持できる範囲の重量の遺品が海底から収集され回収された。
1999年（平成11年）にも潜水調査が行われ、海底に散乱した部品の地図が作成された。それを元に海底の様子を再現した模型が作成され、大和ミュージアムで展示された。2009年（平成21年）1月になって大和の母港であった呉市海事歴史科学館(大和ミュージアム)・呉商工会議所・中国新聞・日本放送協会広島放送局等、広島の経済界やマスコミが中心となって寄付を募って引き揚げる計画を立ち上げ、数十億円規模の募金を基に船体の一部の引揚げを目指したが、その後話が立ち消えとなった。
2016年5月、呉市の依頼で深田サルベージ建設が「はくよう」を投入して調査が行われた。総費用8000万円のうち、呉市が6400万円を拠出した。5月10日に調査船は鹿児島を出港し、5月11日より洋上での記念式典の後に調査が開始された。「はくよう」は無人探査機で、ハイビジョンカメラが使用された。調査には大和ミュージアムの学芸員も同席した。この調査では遺品の回収は行われなかった。50時間の映像と7000枚の写真が撮影され、そのデータを元に海底の大和の9分間の3D動画が作成された。動画は大和ミュージアムの企画展示として公開されている。

## 海底の大和
大和の艦体は1番主砲基部と2番主砲基部の間を境に、前後2つに分かれている。艦首部より2番主砲塔前（0 - 110番フレーム付近、約90m）までは、右に傾いて北西（方位310度）に向いて沈んでいる。艦中央部から艦尾まで後部（175 - 246番フレーム付近、約186m）は、転覆した状態で東（方位90度）方向を向いている。双方をあわせると全長276mとなる。後部も大きく破損しており、破断状態に近いために「大和の船体は3つに分断されている」とする出典もある。その他に、激しく損傷した中央部分と思われるブロックが3つの起伏となり艦尾艦首の70m南に沈んでいる。

### 艦首部分
艦首部分は右に傾いて沈んでいる。1番主砲塔は脱落しているが、バーベットは無傷で保たれており、1999年や2016年の調査でも潜水艇がバーベットの穴の内部の撮影を行っている。1番主砲塔直後より船体は切断されており2番主砲塔のバーベットは残っていない。艦首部分の右側側面は激しく損傷しており、ほぼ右舷側が吹き飛ばされて存在しない状態となっている。大きく右側に傾斜して海底に沈んでいるので、1番主砲塔横の最上甲板がそのまま海底に繋がっている。バルバスバウは確認できるが、直後で船体に大きな亀裂があり艦首部分は座屈して半壊した状態となっている。菊の紋章は残っているが、以前の探査で確認された金箔が2016年の探査では剥離して失われていた。船首部分の先端は崩壊して周囲は大きく形を崩しており、過去数度の海底探索で鋼板の劣化により艦首部分の崩壊が次第に進行していることが確認されている。艦橋は船体から脱落して艦首バルバスバウ近くの右舷の下敷きとなっている。艦橋の上に右舷が覆いかぶさっている状態で、15m測距儀や射撃指揮所が遠方から観察できるが、細かい観察は出来ない。

### 艦尾部分
転覆した状態で、ほぼ海底に水平に沈んでいる。4本のスクリューのうち、3本は船体に無傷で付いているが右舷外側の1本は脱落して海底に突き刺さっている。沈没時の爆発でスクリューシャフトが折れて、脱落したものと思われる。主舵および副舵には損傷はなく、共に正中の位置となっている。艦尾部分のブロックの左舷側の艦底-左舷にかけては艦の正中を超える非常に大きな破壊孔があり、この孔のためにそれより前側と後側では正中線がずれており破断状態に近い。孔の中には艦内を走行するスクリューシャフトが観察されている。また缶（ボイラー）なども発見されている。後部艦橋も船体から脱落して船尾部分の横、海底に突き刺さったスクリューの傍に沈んでいる。

### 兵装
大和の主砲と副砲はすべて転覆時に脱落した。3基の主砲塔は、海底の同一線上に沈んでいる。これは主砲の脱落が、転覆直後に起こったことを意味しているとされたが、2016年の探査で、沈んでいる順番は北から順に第2主砲（船尾部分の北側）、第3主砲（船尾部分の北側に接する）、第1主砲（船尾部分の南側）ということが判り、艦に設置されていた状態と位置が交差している。9本の砲身はいずれも泥に埋まるなどして確認できていない。主砲塔のうち最も保存状態が良いのは1番主砲塔である。1番主砲塔は上下逆になって海底に塔のように直立しており、上部および下部給弾室なども破壊されていない状態で綺麗に観察できる。一番下になっている砲塔本体の装甲も少なくとも側面の装甲はそのまま残っており、測距儀もカバーごと砲塔についたままである。2番主砲塔は大きく損傷しており、給弾室は斜めに傾斜している。沈没時に2番砲塔の弾薬庫が爆発したことを示す証拠とされている。測距儀は残っているがカバーが外れて本体が剥きだしになっている。3番主砲塔は片側半分が海底に埋まっている。副砲のうち1基は3本の砲身が確認されているが、中央の砲身の先端が破裂している。もう1基の副砲は砲身が海底に埋まっていて確認できない。

## その他
- 映像
  - 「大和型戦艦」らしき2隻の戦艦が動く映像が発見されたことがあるが、のちにこれは東京湾での降伏調印式へと向かうアイオワ級戦艦の一番艦アイオワと三番艦ミズーリの物だと分かった。アメリカ公文書館IIには、B-24に対して主砲を発射した大和の映像が残されているが、遠距離撮影のため不鮮明である[322]。
  - 2024年5月、山口県岩国市沖を航行する大和のカラー映像が、米国立公文書館の資料から発見されたと大分県宇佐市の市民団体、豊の国宇佐市塾によって発表された。空襲によって水柱や水煙が立ち上る中、大和が航跡を残しながら右旋回する映像が16秒間記録されている。1945年3月19日に米海軍機から撮影されたものとみられる[323]。さらには同年4月7日に撮影された、鹿児島県枕崎市沖で、沖縄に向かう大和が沈没する1時間40分前の映像も公開された[324][325]。大和の高角砲など対空砲火の光りも確認される[326][324]。
- 1988年（昭和63年）11月、保科善四郎（元海軍中将）は松永市郎（元海軍大尉）を通じてアナポリス海軍兵学校に大和の絵画（靖国神社遊就館展示絵の複製）を寄贈[327]。松永がアーレイ・バーク海軍大将とエドワード・L・ビーチ・ジュニア海軍大佐にその事を語ると、二人とも「大和は美しい船だった」と語っている[328]。
- 大和の存在が初めて国民に広く紹介されたのは、1952年に発刊された吉田満の小説「戦艦大和ノ最期」であり、1953年に同小説を新東宝が映画化した「戦艦大和」である（同小説は長くGHQ の発禁を受けていた経緯を持つ）[要出典]。
- 日本で最初に発売された戦艦大和のプラモデルは、東京都台東区浅草向柳原町にあった「N.B.K 日本文化教材株式会社」が1960年（昭和35年）8月に発売した、「デラックス大和」（全長453mm、スケール換算で約580分の1スケール）である。単二乾電池二本とモーターとスクリューで水上を自走した。
- 大和を題材とした映画やアニメが度々作られ、日本人に大きな影響を与え続けている[329]。
- 大和の建造にかかわった工作機械として、重量200t超の大型旋盤「15299機」が現存している。この旋盤はドイツの機械メーカー・ワグナー社で製造され、1938年に日本が購入し旧呉海軍工廠で大和の主砲を削り出した。終戦後は神戸製鋼所高砂製作所に払い下げられ、2013年からきしろ播磨工場にて保存されていた。大和ミュージアムでの展示に向け2021年に実施されたクラウドファンディングでは受け付け開始から終了までの2か月間で約2.6億円の寄付が集まった[330]。

## 歴代艦長
（階級はいずれも大佐）
艤装員長
1. （兼）宮里秀徳：1941年（昭和16年）9月5日 - 11月1日

艦長
1. 宮里秀徳：1941年（昭和16年）9月5日 -
2. 高柳儀八：1941年（昭和16年）11月1日 -
3. 松田千秋：1942年（昭和17年）12月17日 -
4. 大野竹二：1943年（昭和18年）9月7日 -
5. 森下信衛：1944年（昭和19年）1月25日 -
6. 有賀幸作：1944年（昭和19年）11月25日 - 1945年4月7日 戦死、同日付任海軍中将[注釈 12]（大和歴代艦長の中で唯一の戦死者である）

## 同型艦
- 武蔵 [III]
- 110号艦（→航空母艦信濃）
- 111号艦（未成）